# 三菱Minica
三菱Minica（日语：三菱・ミニカ）為日本三菱汽車自1962年至2011年間開發生產的輕型車。
本條目一併記述下述車型：
- 三菱Minica Van
  - 三菱Minica Econo
- 以下為搭載二衝程引擎之車型：
  - 三菱Minica 70
    - 三菱Minica 73
- 以下為搭載四衝程引擎之車型：
  - 三菱Minica F4
    - 三菱Minica 5
    - 三菱Minica ami 55
    - 三菱Minica ami L
- 以下為輕跑車之車型：
  - 三菱Minica Econo ZEO
  - 三菱Minica DANGAN

至於其他類似車名或衍生車種請參考以下條目：
- 三菱Minica Skipper
- 三菱Minica Toppo
- 三菱Pistachio

## 概要
本車款的轎車車型共歷經八個世代、長達45年的產品生命周期，單就日本車壇的輕型車車種而言，本車款是繼大發Hijet、速霸陸Sambar之後排行第三的長壽車種。在輕型高頂旅行車全盛時期，由於具備輕量化車身、操駕容易上手、價格低廉等特性，非但成為家庭主婦、銀髮族的代步工具首選，也符合小型自營商家的需求。但好景不常，市場的需求造就輕型半高頂旅行車的崛起，銷售重心逐漸轉移至三菱i、三菱eK等車款，Minica遂於2011年下台鞠躬。

## 歷史

### 第一代LA20/21/23型（1962年-1969年）
1962年 - 10月第一代三菱Minica正式上市，雖流用三菱360的底盤平台及大部分機械結構，但重新設計進氣壩格柵與車身後半部，變成4人座的輕型轎車。C柱以後設計成折背造型，利用豎直後車窗的方式換取後座乘客的頭部空間。彼時一般輕型車採取後置後驅，但Minica卻是前置後驅，故比同級車更寬敞的後行李廂也是其賣點之一。動力來源為359c.c.強制氣冷式OHV直列二缸二衝程ME21型引擎，最大馬力和三菱360一樣是17ps。
1964年 - 11月和三菱360同步實施小改款，原ME21型引擎改採自動混合油氣分離供油方式，馬力提升成18ps / 4,800rpm、扭力為3.1kg·m / 3,000rpm，並改稱ME24型。
1966年 - 12月追加配備較為陽春的「Standard」車型，原款則稱作「Deluxe」車型。
1967年 - 5月再度小改款，改為舌簧閥式的ME24D型引擎，最大馬力提升至21ps / 5,500rpm，峰值扭力31.4 N·m / 3,500rpm，最高速度達90km/hr。
1968年 - 10月新增「Super Deluxe」車型，搭載359c.c.水冷式OHV直列二缸二衝程2G10型引擎，可輸出23ps / 5,500rpm的最大馬力。
1969年 - 上半年停產，總計共製造了162,575輛。

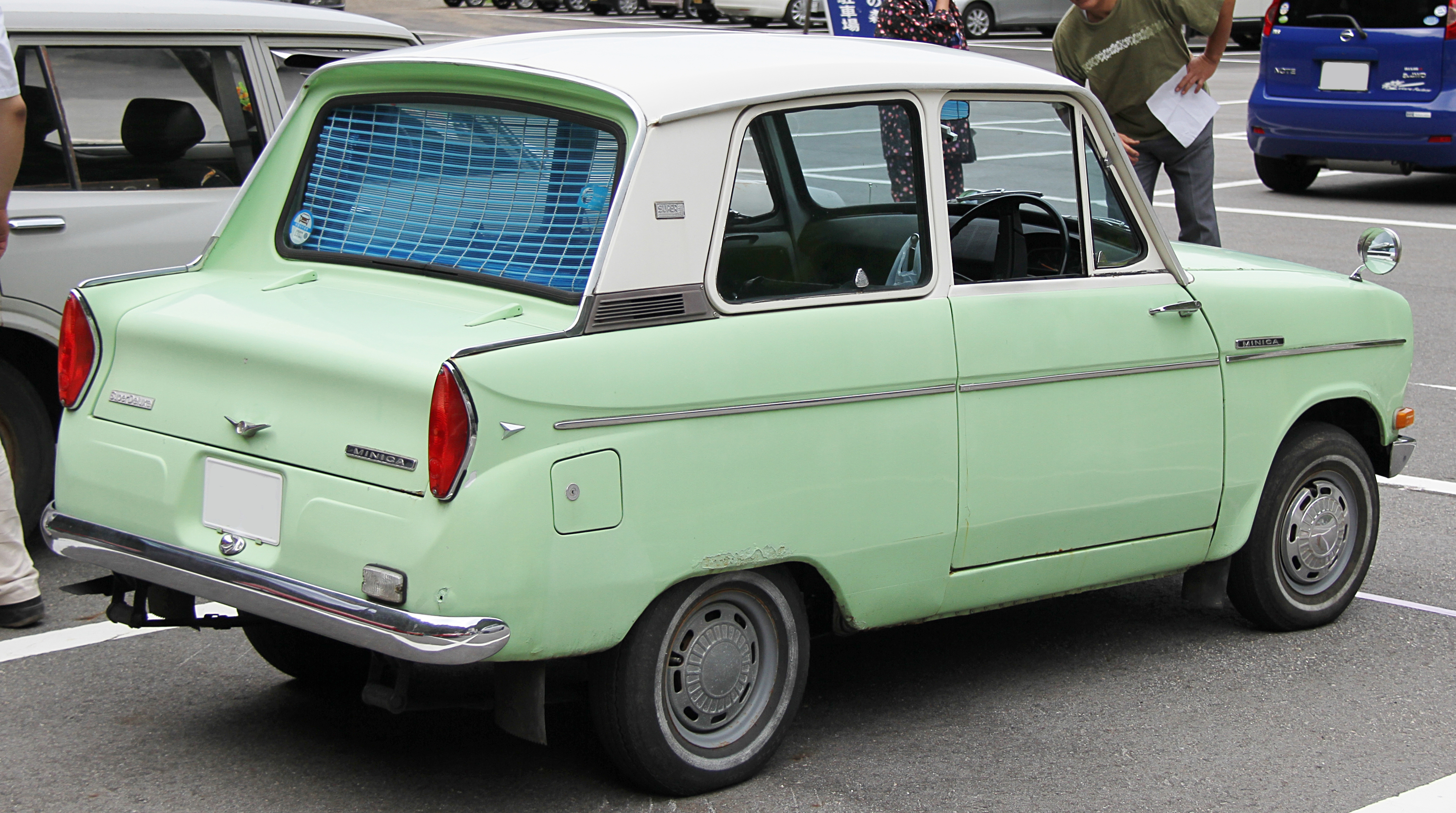
後期型車尾
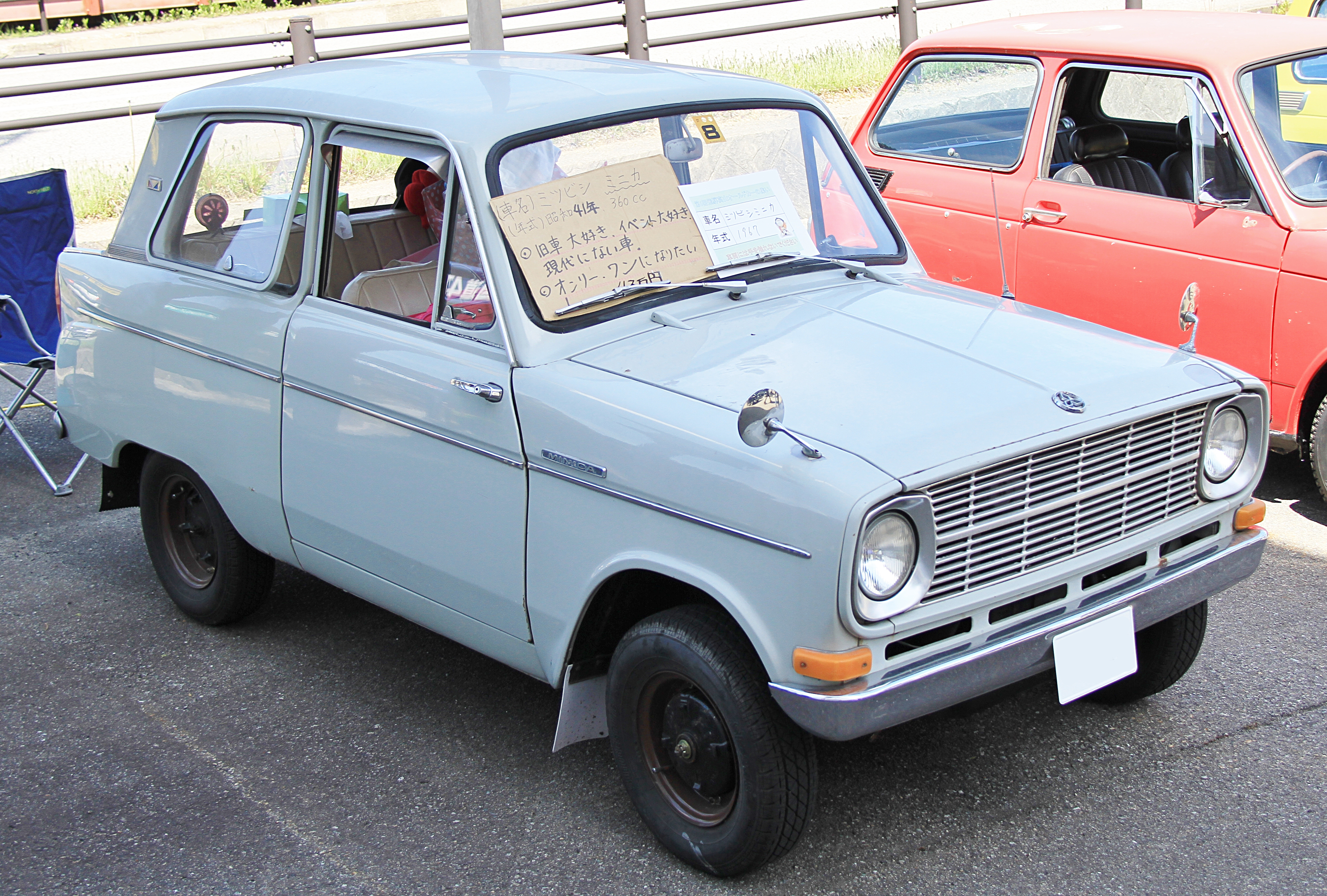
中期型車頭
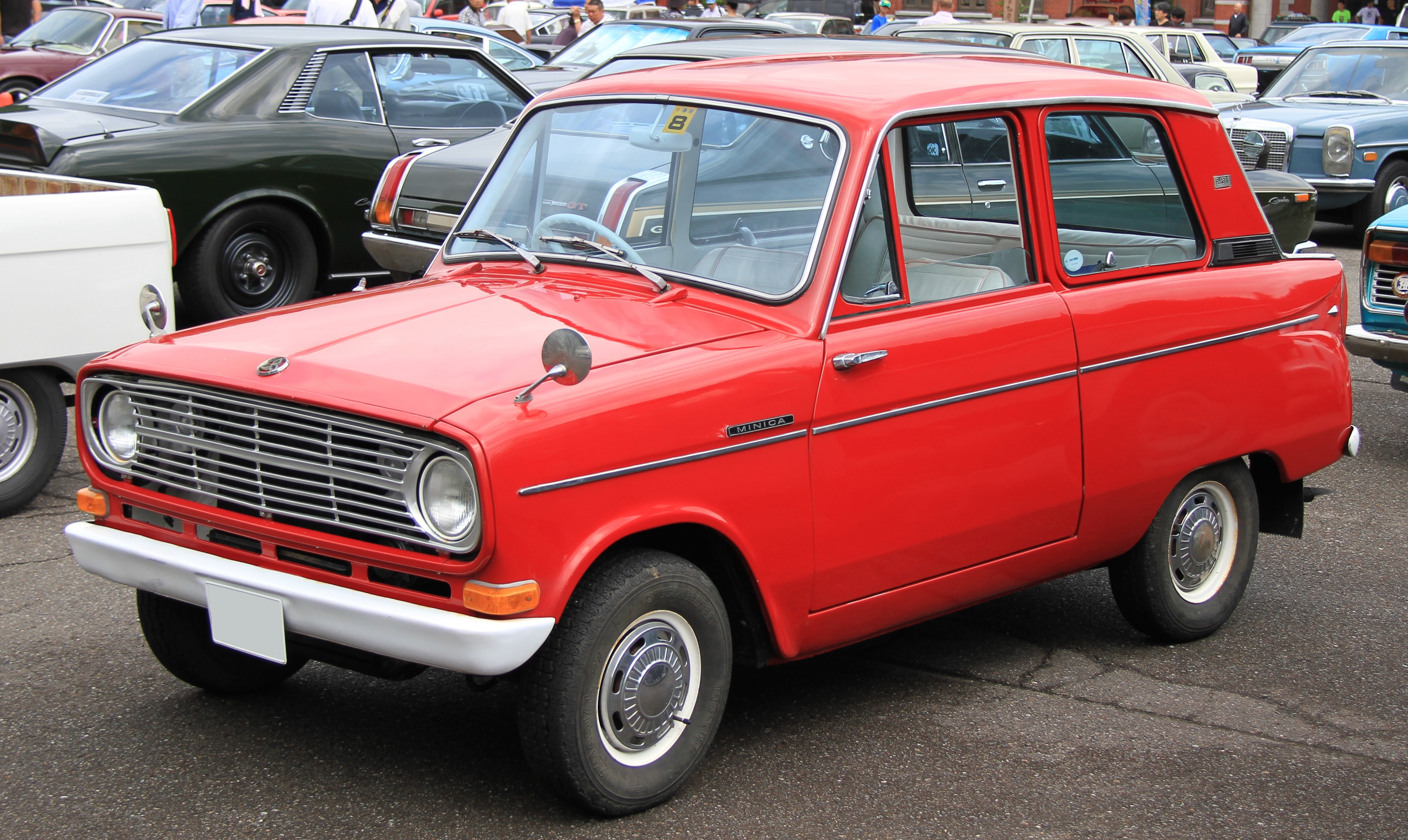
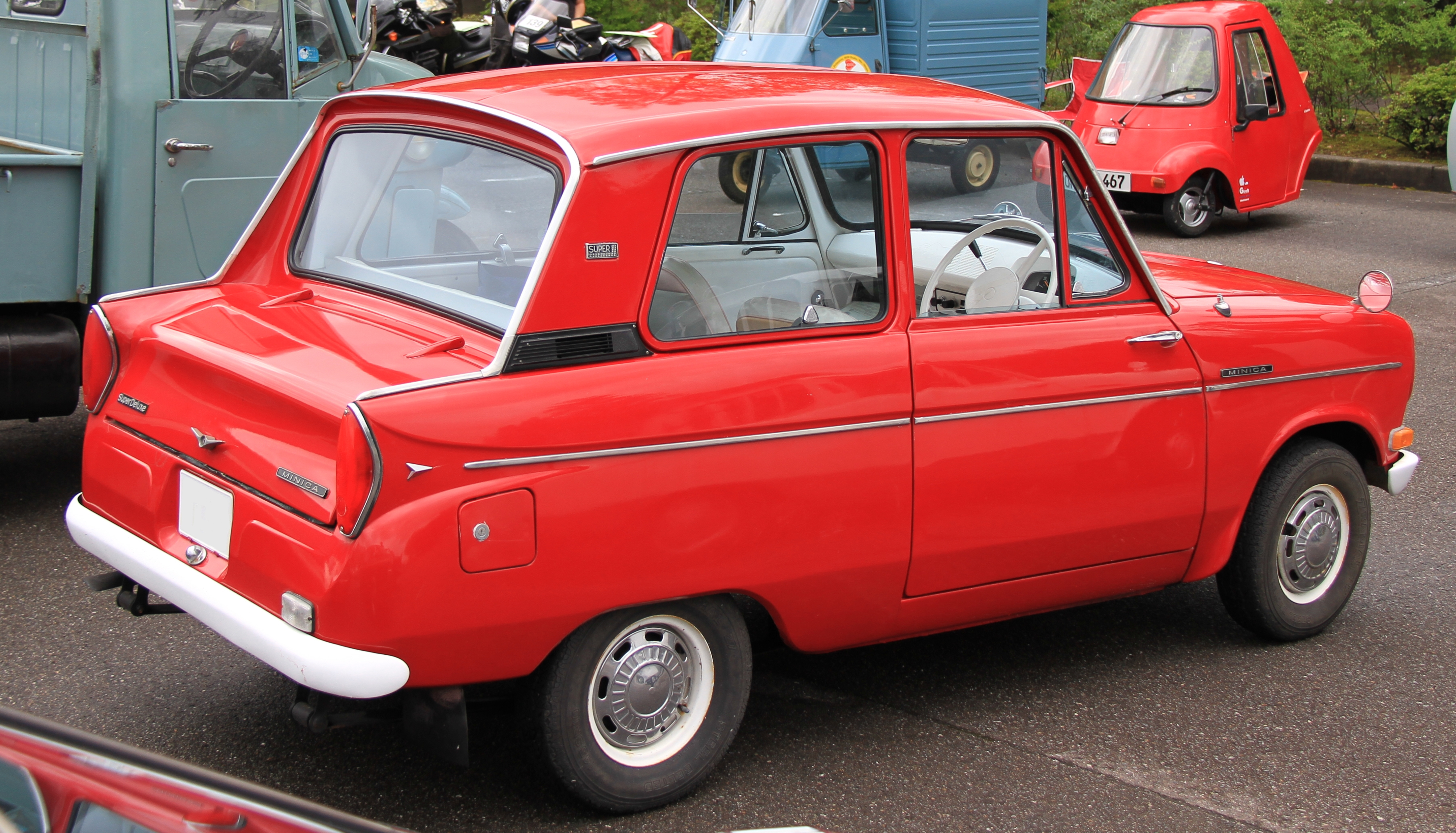

### 第二代A100/101・A100V/101V・H-A104/105V・J-A106V型（1969年-1972年）
1969年 - 大改款的第二代於7月7日問世，原廠稱之為「Minica'70」，具有領導1970年代之意涵。驅動方式仍沿用前置後驅，但懸吊系統改成前輪麥花臣懸吊、後輪五連桿式。後座椅背可以向前傾倒，此乃沿用Colt 1000F之設計，後車窗可向上掀開。車型按照配備多寡、引擎冷卻形式的差異，區分成空冷（「STD」、「DX」車型，原廠代號A100型）及水冷（「SPORTY DX」、「SUPER DX」車型，原廠代號A101型）。空冷指的是359c.c.強制氣冷式OHV直列二缸二衝程ME24E型引擎，最大馬力26ps / 5,500rpm、扭力峰值3.6kg·m / 4,500rpm；水冷則是359c.c.水冷式OHV直列二缸二衝程2G10-1型引擎，最大馬力28s / 6,000rpm、扭力峰值3.6kg·m / 5,000rpm。由於變速箱的差異，兩種引擎並不能互換。A100型的變速箱下方帶有油泵驅動齒輪，A101型則沒有，兩者的離合器罩形狀也不同。
同年12月， 一口氣推出具備雙化油器的「GSS」及「SS」車型、空冷引擎最高階的「HI DELUXE」車型、將C柱豎直並增加車尾空間的Minica Van（原廠代號A100V型，僅有空冷引擎）等，以充實產品陣容。在此同時，車尾出現代表Minica的「M」字銘牌，擋泥板的Minica銘牌則往上移到幾乎與方向燈平行。由於引擎空氣過濾箱塗上不同的顏色，故坊間分別賦予不同的別名：
- 黃色引擎：ME24E型
- 紅色引擎：2G10-1型
- 金色引擎：2G10-2型

同年12月三菱電機與日本電池（GS湯淺前身）以該車款為基礎，共同開發出10輛電動汽車，以供應東京電力作為公司用車。
1970年 - 10月實施小改款，升級成30匹馬力的ME24F型及34匹馬力的2G10-4型，廢除「SS」車型的同時推出最高階的「GL」車型，具備來自「GSS」車型的內置霧燈的4顆圓形大燈、八聲道立體聲（需搭配轉接頭，亦可使用市售的卡式錄音帶）。變更尾燈設計由縱型改成橫三連型，Minica的「M」字銘牌移往車尾門更右側。
1971年 - 2月車名改為「Minica 71」，同時追加水冷引擎入門版「FAMILY DELUXE」車型。同年5月衍生車款三菱Minica Skipper登場，於是搭載金色引擎的「GSS」車型廢除。同年9月實行小改款並將車名改為「Minica 72」，導入Minica Skipper的格柵式進氣壩、橘色方向燈的尾燈組與儀表板。
1972年 - 10月全車系改為水冷的紅色引擎並將車名改為「Minica 73」，同時Minica Van全車系也改成水冷引擎，原廠代號A101V型。縱然大改款的第三代上市，Minica 73的「STD」與「DX」車型仍作為入門經濟版而持續生產至1973年10月為止。包含Minica Skipper在內，第二代車型總共製造了450,986輛。

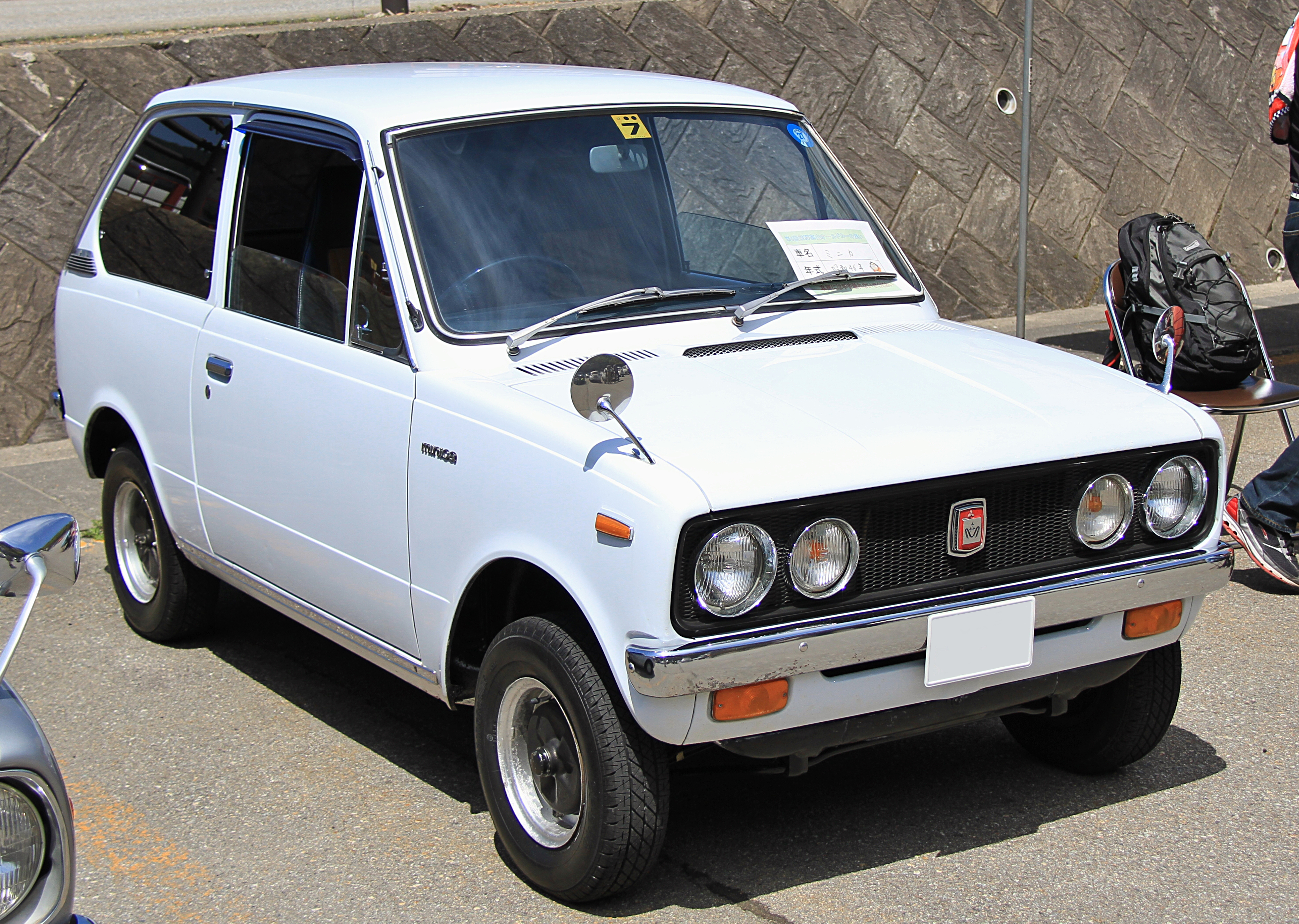
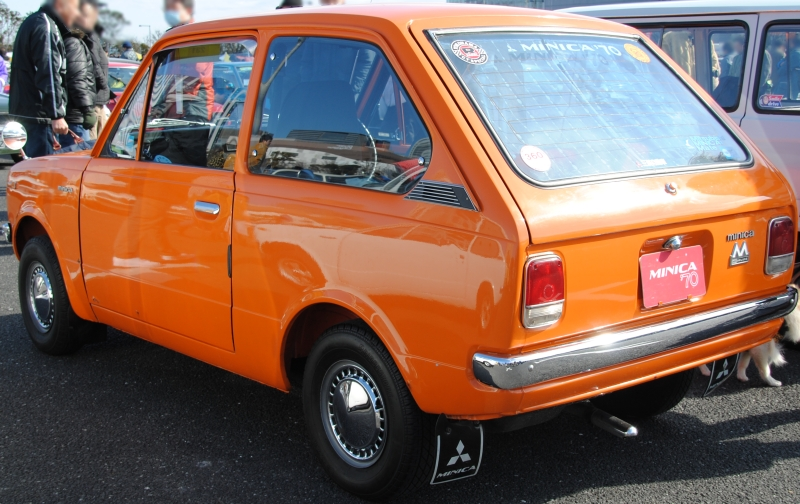

### 第三代A103A・C-A104A型（1972年-1977年）
1972年 - 10月大改款的第三代正式發售，車名為「三菱Minica F4」（原廠代號A103），意為「Four cycle、Fresh、Family、Four people」。整體的車身比例沒有太大的變化，但渾圓的車體設計被原廠稱作金龜子外殼，車尾玻璃窗可向上掀開。動力心臟自二衝程循環進化成四衝程循環，改用359c.c.水冷式SOHC直列二缸四衝程2G21型引擎，通稱為「火神引擎」。由於有單、雙化油器之分，最大馬力為32ps / 8,000rpm或36ps / 8,500rpm，扭力峰值3.0kg·m / 5,500rpm或3.2 kg·m / 6,500rpm。
1973年 - 10月入門版車型變更水箱罩格柵之設計。
1974年 - 12月因為2G21型火神引擎加裝靜默軸與三菱MCA-II系統，馬力降為30ps / 6,000rpm；「SUPER DX」車型的水箱罩變成內含霧燈的四顆圓燈。
1976年 - 4月實施小改款，為了因應同年1月實施輕型車新規定，車名變更成「三菱Minica 5」（原廠代號A104A），前後保險桿加大，換裝471c.c.水冷式SOHC直列二缸四衝程2G22型引擎。同時還推出商用車「三菱Minica 5 Van」（原廠代號A104V），此車型以上一代Minica Van（原廠代號A100/101V）的車身搭載2G22型引擎及大型保險桿，外觀上與Minica 5具有共通性。此時期日本當局對輕型車規範頻頻改制，故各家車廠頻繁推出對應車款，造成市場上的紊亂雜沓。第三代車款總共製造了195,238輛。

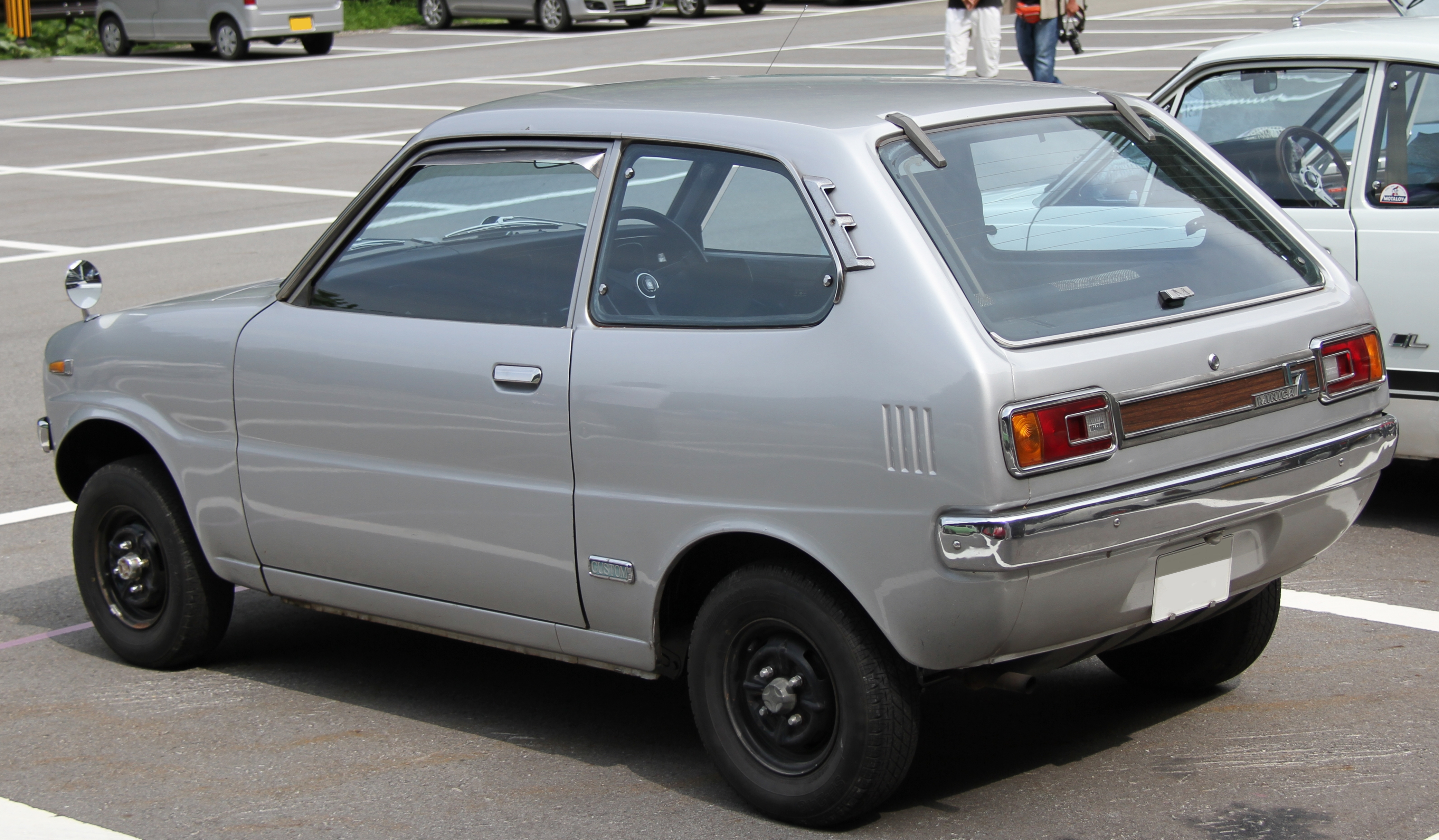
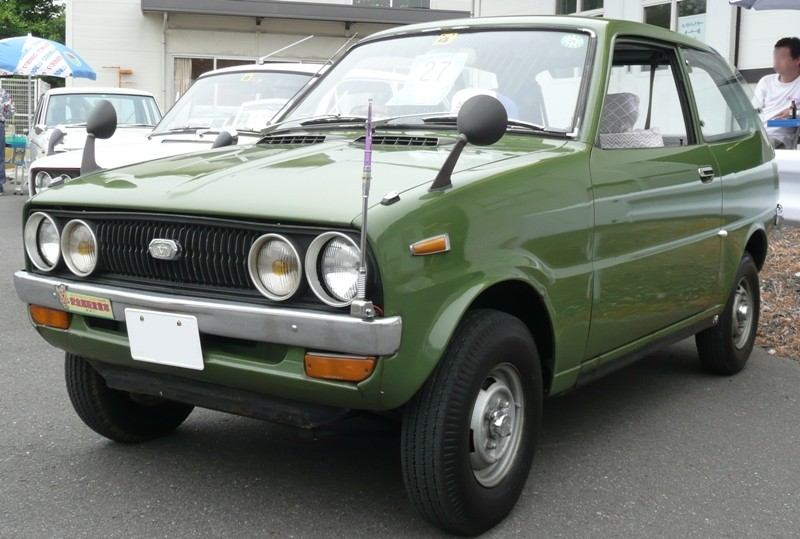

### 第四代A105A/106A・A107A/V型（1977年-1984年）
1977年- 大改款的第四代於6月發表，車名稱作「三菱Minica ami 55」，原廠代號A105A，其中「55」來自排氣量550c.c.的水冷式SOHC直列二缸四衝程2G23型引擎。車體構造、前後輪懸吊系統仍沿用上一代Minica F4，甚至連車門飾板也是。然而對應新頒布的輕型車規制，車寬增加10公分，車長也達到317.5公分。此外，上一代的商用車版「三菱Minica 5 Van」仍持續發售。
1979年 - 9月為了對應昭和53年廢氣排放標準，換裝成具備MCA-JET系統的546c.c.水冷式SOHC直列二缸四衝程G23B型引擎，具有三元觸媒轉化器、EGR排氣再循環、名為「噴射閥門」（（日語）ジェットバルブ）的提升閥等裝置。
1981年 - 2月推出低價入門版「UtiLica」車型。同年9月實施小改款，乘用車版變成「三菱Minica ami L」（原廠代號A107A），商用車版則大改款成「三菱Minica Econo」（原廠代號A107V）。兩者之車體共通化，但乘用車的車尾上半部使用上掀式玻璃，商用車的車尾門則是整片可向上掀開。軸距延長50mm，車高增加30mm。在動力方面，乘用車搭載G23B型，商用車則使用2G23型，另全車系追加二速半自動排檔變速箱。
1982年 - 5月追加經濟入門版「S Special」及女性車主導向的「三菱Minica Econo Marie」等車型。
1983年 - 3月追加一具546c.c.水冷式SOHC直列二缸四衝程G23BT型渦輪增壓引擎，最大馬力達39ps / 5,500rpm、扭力峰值5.5kg·m / 3,500rpm。由於是化油器式渦輪增壓器，故採用加壓式化油器。第四代車款總共製造了425,464輛。

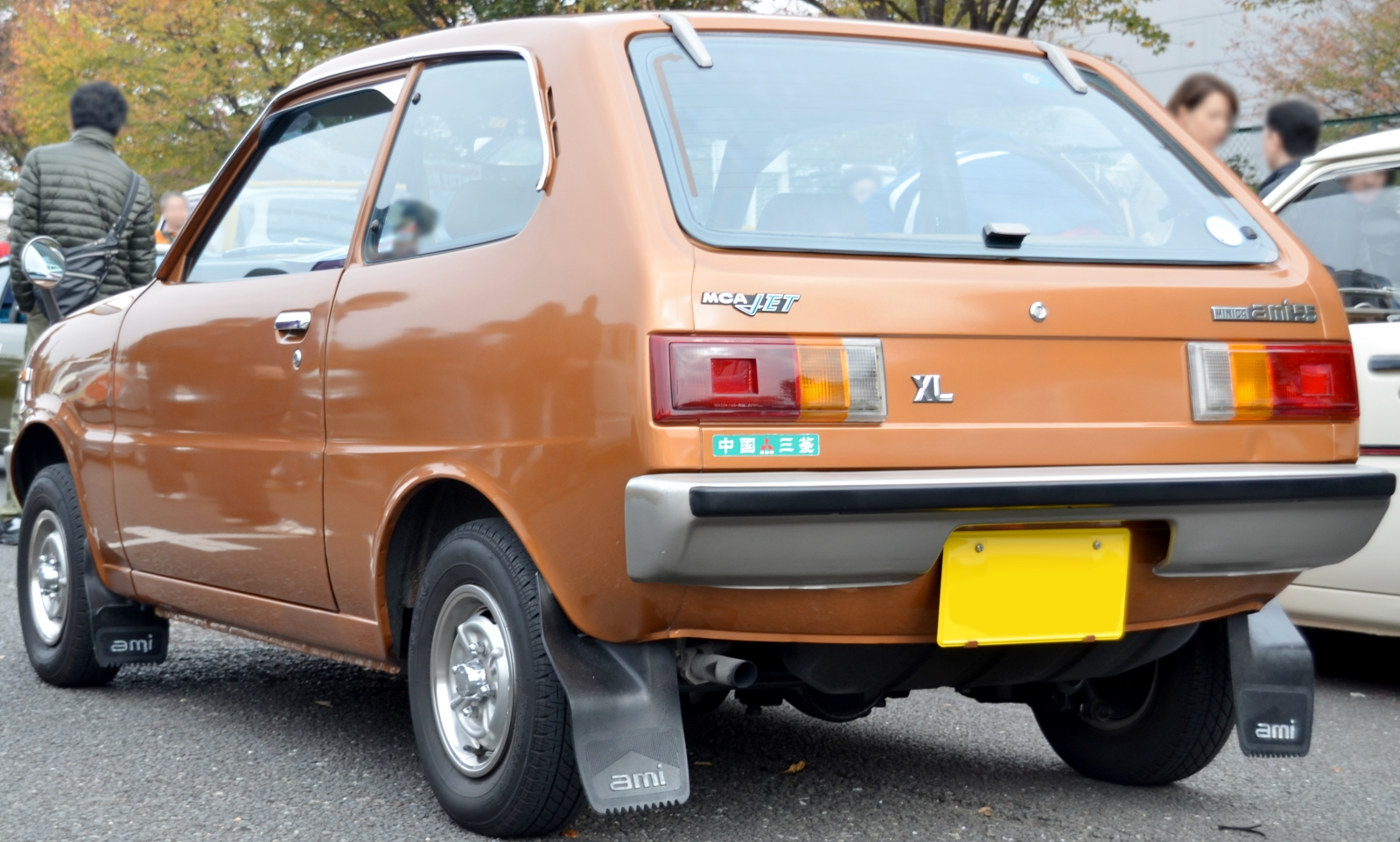
前期型車尾
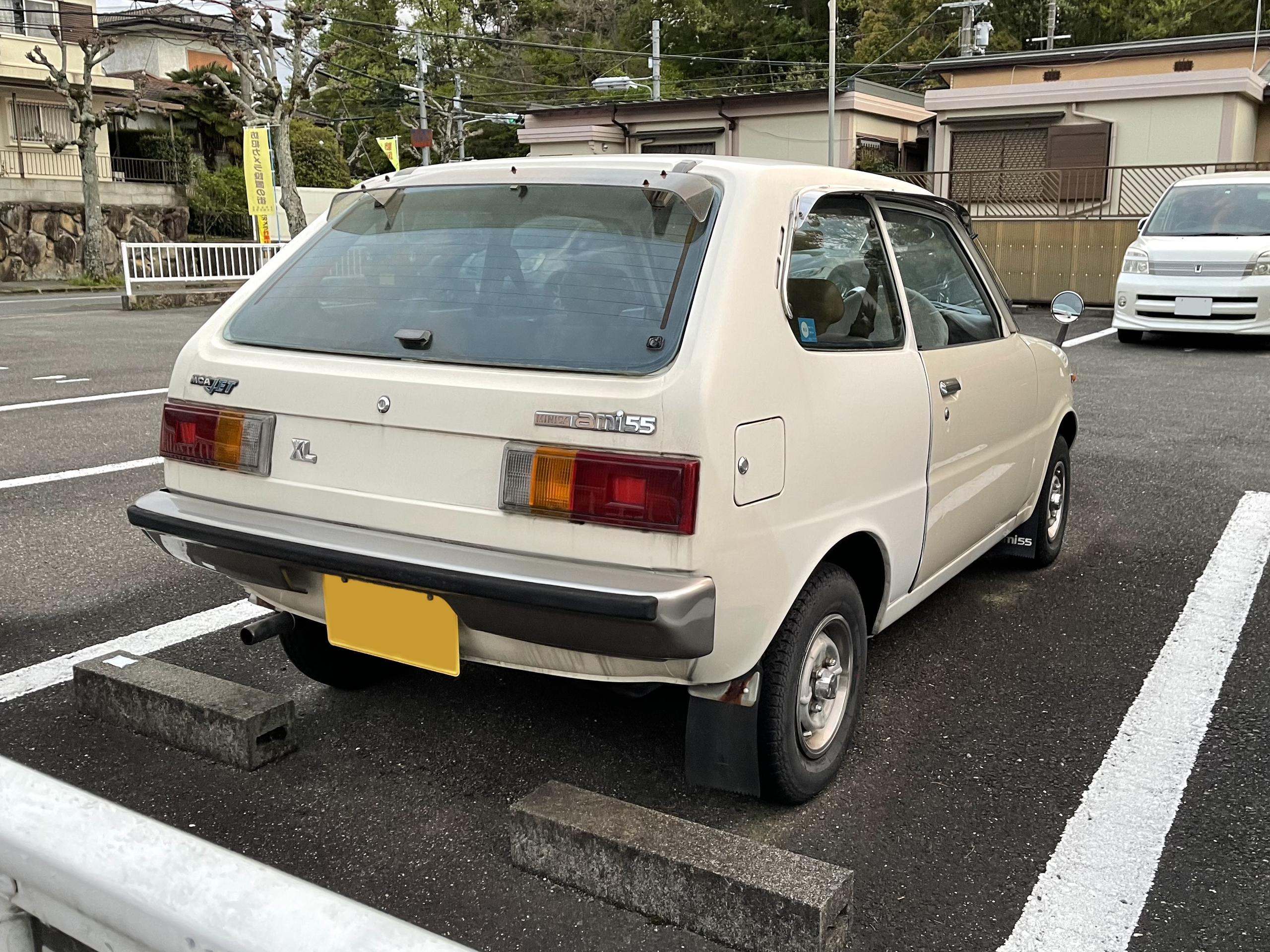
後期型車尾

### 第五代H11A/V・H12V・H14A/V・H15A/V型（1984年-1989年）
1984年 - 2月大改款的第五代Minica正式問世，受到對手鈴木Alto熱銷的影響，佈局方式從前置後驅改成前置前驅。該車系首度出現的五門乘用車型恢復使用「Minica」之車名，商用車型則仍維持「Minica Econo」。動力來源沿用546c.c.水冷式SOHC直列二缸四衝程G23B型引擎，但為了對應前置前驅的布局，汽缸本體改成橫置式；此外凸輪軸的驅動也從正時鍊條改成正時皮帶。546c.c.水冷式SOHC直列二缸四衝程G23BT型渦輪增壓引擎經重新調校之後，可輸出最大馬力42ps / 6,000rpm、扭力峰值5.8kg·m / 3,500rpm。
1985年 - 8月恢復生產三門乘用車型，三門渦輪車型發行限量700輛的「Minica Jackal」特仕車，五門「XL」車型之前輪改為碟煞並升級成12吋輪圈。同時Minica Econo增加分時四驅系統，為該車系問世以來首見。
1986年 - 4月三門乘用車型追加以手動開啟的帆布天窗裝置，同時發售限量500輛的「Minica Skyjack」渦輪敞篷特仕車，其原型來自1985年第26屆東京車展的「Minica Runabout」概念車，具備可手動拆除的頂蓋。同年6月也推出「Minica Econo Parsley」特仕車，限量6千台。
1987年 - 1月實施小改款，動力來源改成548c.c.直列三缸SOHC 3G81型引擎，故隨著改成三速自排變速箱，五門乘用車型設定為4WD。同年4月Minica Econo追加加裝空力套件的「XL」車型，8月Minica Econo渦輪版推出限量1千輛的「JACKAL」特仕車，並追加由東洋工機（同公司集團帕杰羅製造之前身）打造車體的便捷貨車（multi-stop truck）。
1988年 - 為了對抗同級對手鈴木Alto Works、大發Mira TR-XX，原廠推出以Minica Econo渦輪版加上空力套件的「ZEO」車型。然而採用電子控制方式的鈴木Alto可榨出最大馬力64ps / 7,500rpm，「ZEO」車型卻僅有區區50ps，銷售量自然相當少。同時也發售「Tico」特仕車及五門乘用車的高階「EXCEED」車型。
1988年 - 12月正式停產，第五代的生產數量為824,237輛。

#### 臺灣中華多利800
1985年4月臺灣中華汽車工業正式推出國產化的第五代Minica，取名為「中華多利TOWNY」，乃該公司生產的第一部乘用車。該車款的廠內代號為CM5504C，並邀請電影演員成龍作為產品代言人。初期的動力心臟為783c.c.水冷式SOHC直列二缸四衝程2G25型引擎搭配四速手排變速箱，後期才改成796c.c.直列三缸SOHC 3G82型引擎搭配五速手排變速箱。
1987年實施小改款，但受限於中華汽車工業當時的鈑件及組裝能力，僅能以車貼包覆的方式修改外觀，改邀請女演員張曼玉作代言人。到了末期中華汽車工業自行開發出天窗，也是臺灣車壇第一輛具備天窗的國產車，最終在1992年因廢氣排放法規問題而宣告停產。

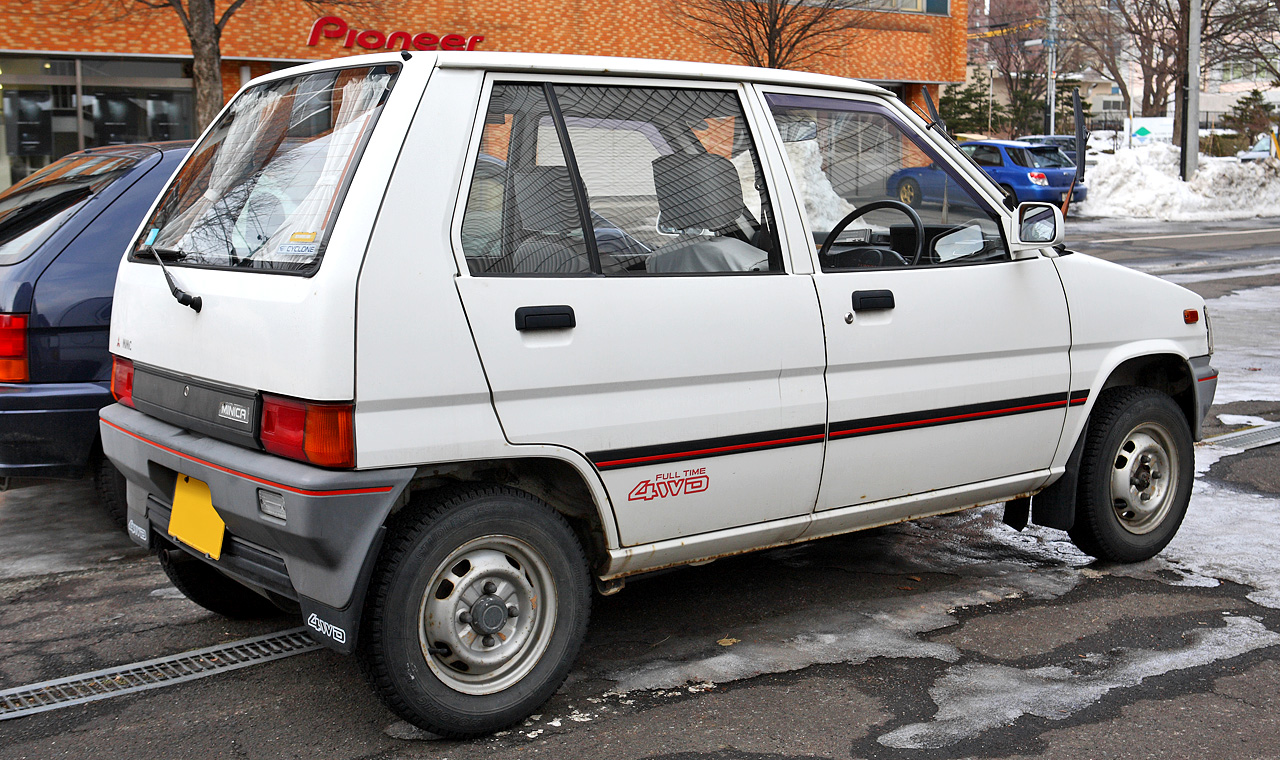
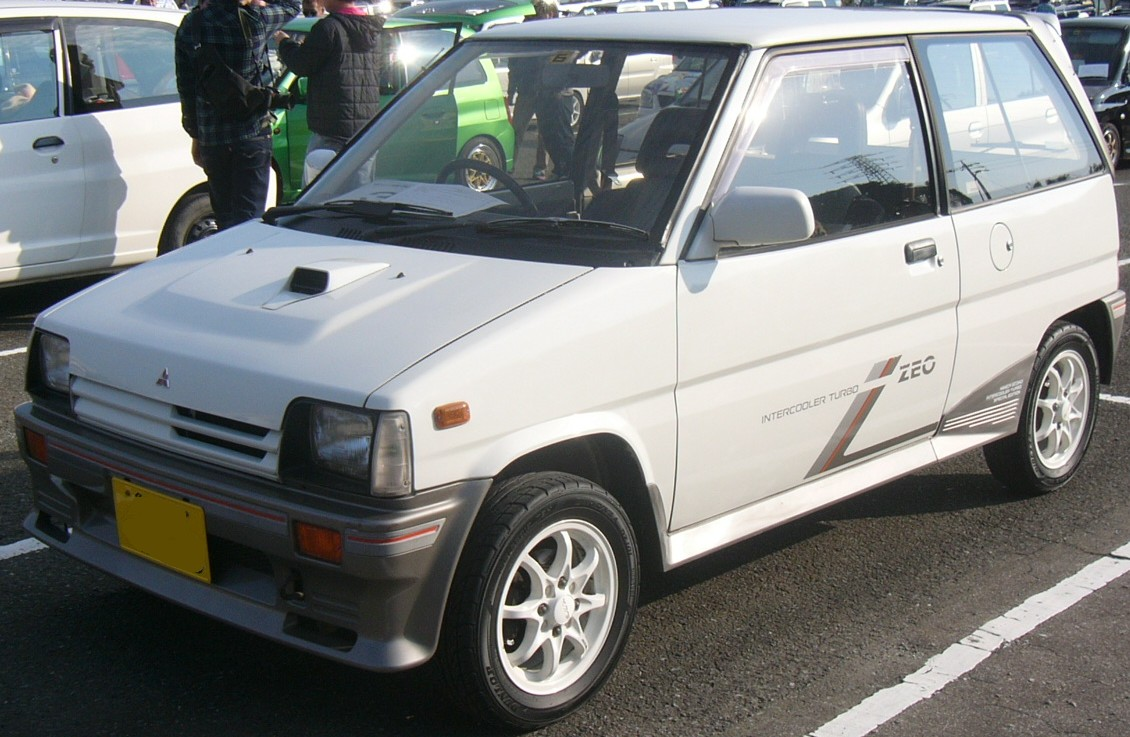

### 第六代H21A/V・H22A/V・H26A/V・H27A/V型（1989年-1993年）
1989年 - 1月正式發表大改款的第六代Minica，按車門數量分成三門輕型貨車、四門輕型貨車（右1左2）、五門轎車等車型。為了對抗鈴木Alto Works、大發Mira TR-XX等強勁對手，原廠甚至推出搭載548c.c.直列三缸DOHC十五汽門ECI燃油噴射渦輪增壓3G81型引擎、最大馬力達64ps的性能版「Minica DANGAN」（同彈丸之日語發音）。在泡沫景氣之下，最高階的「XG」（5門）、「pg」（3門）等車型具備電動調整駕駛座、動力輔助轉向、電動車窗等配備，其中電動座椅除了可以調整上下前後方向，也具有記憶的功能。
1990年 - 除了「DANGAN ZZ」、「DANGAN ZZ-4」等之外，其餘車型於2月實施小改款以因應新頒布的輕型車規制。加大前保桿並延長30mm，後半部車廂也延長70mm，車體設計也稍微有點變化。此外，衍生的輕型高頂旅行車「三菱Minica Toppo」亦隨之問世。後來8月時「DANGAN ZZ」、「DANGAN ZZ-4」等車型也更動車身尺寸，以因應新規制。
1991年 - 5月調整部分車型，其中「DANGAN ZZ」新設自排變速箱。
1992年 - 1月第二度實行小改款，變動前保桿、前方向燈、車頭燈等處之設計，並推出30周年紀念特仕車「Milano」、「Piace」。另推出「DANGAN ZZ-LIMITED」特仕車，以「DANGAN ZZ」為底加裝四輪ABS防鎖死煞車系統、後座ELR三點式安全帶等配備。
1993年 - 8月正式停產，第六代的生產數量為781,259輛。

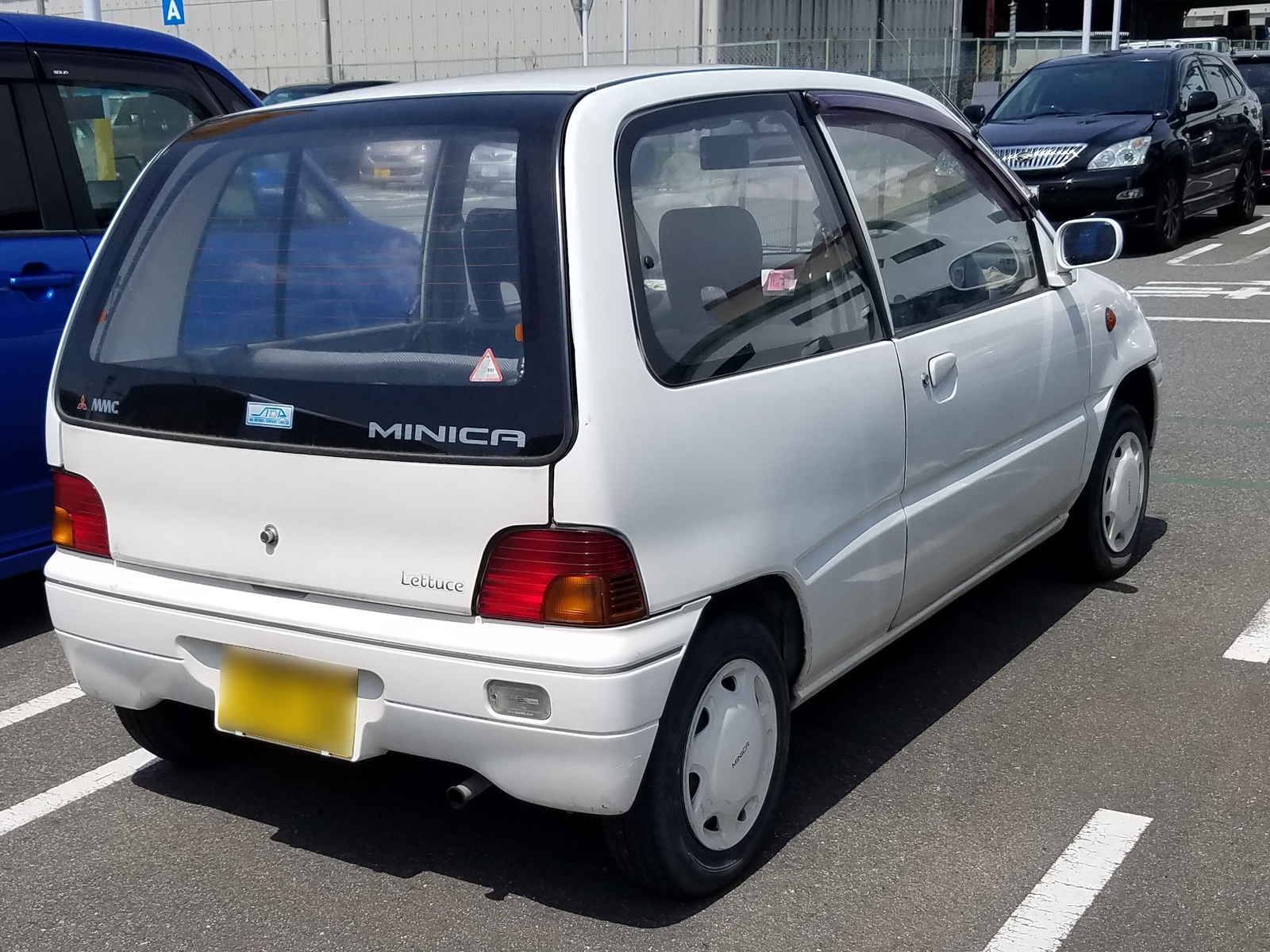
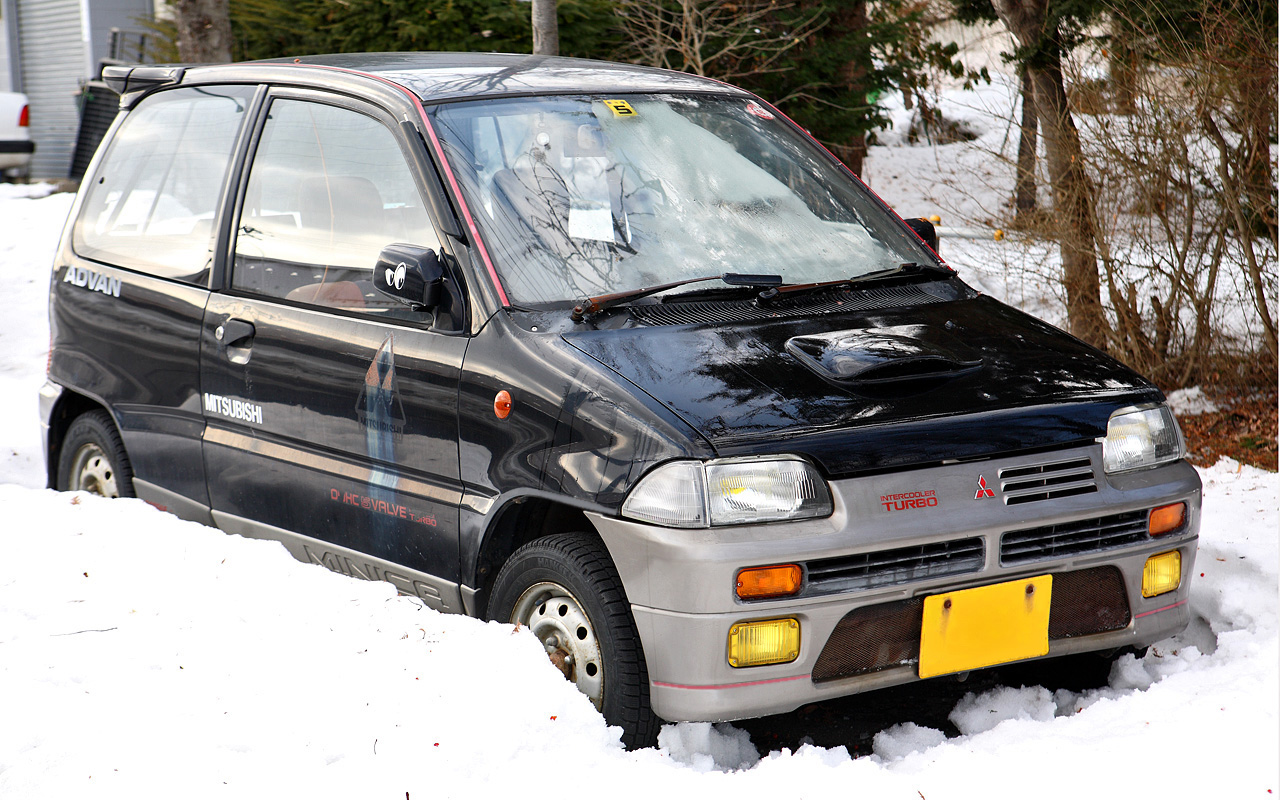
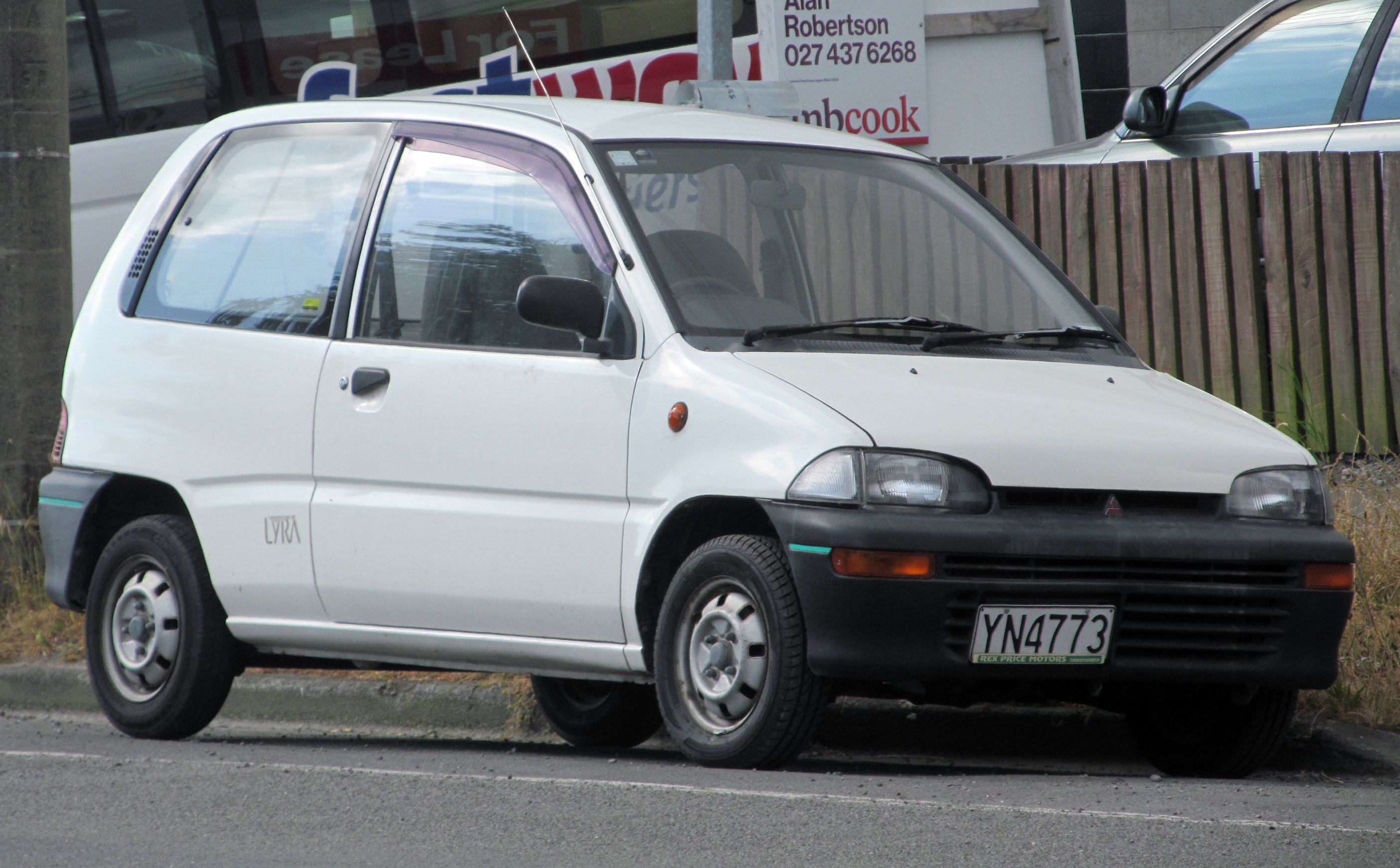
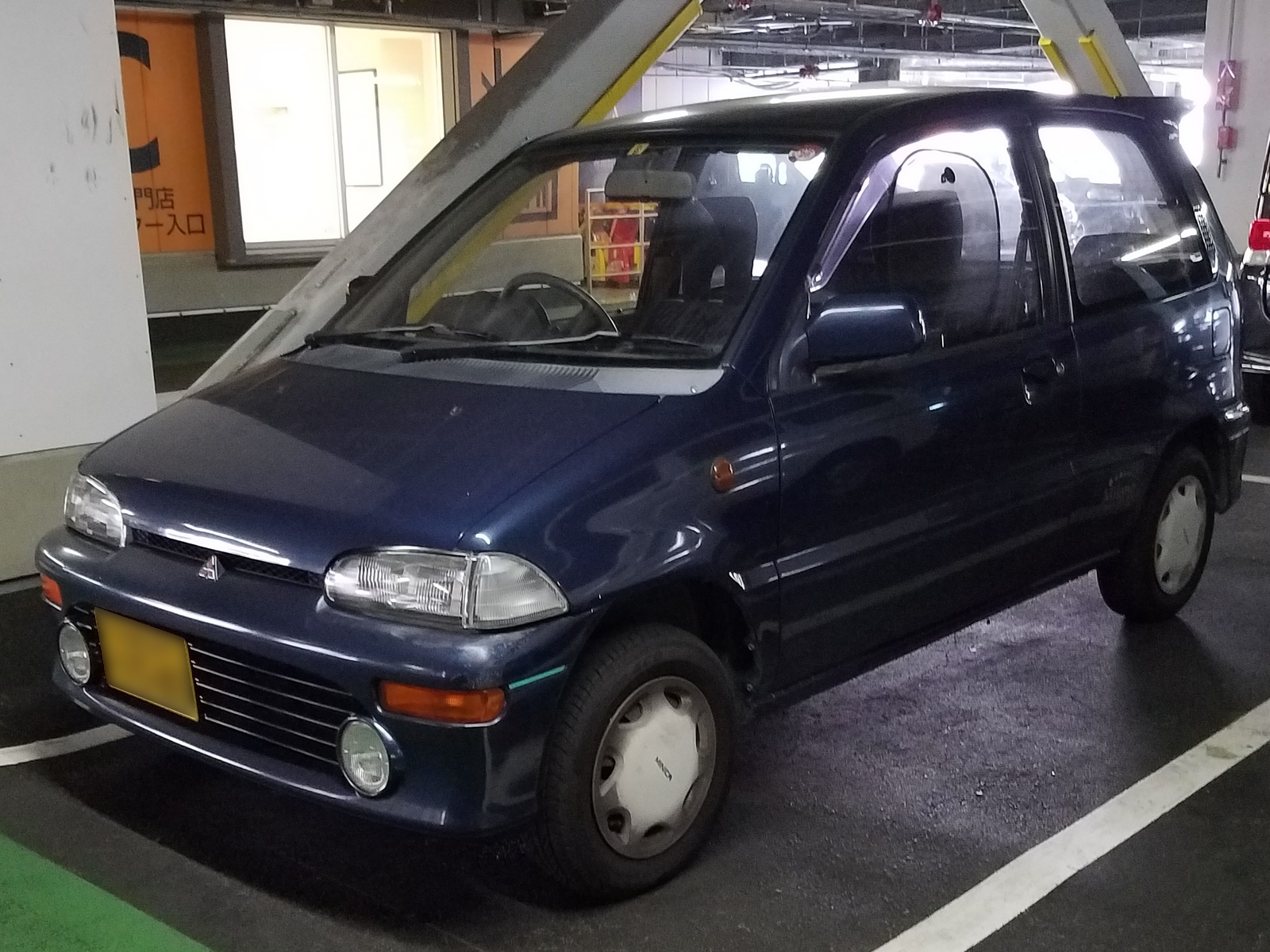
30周年紀念特仕車Milano車頭
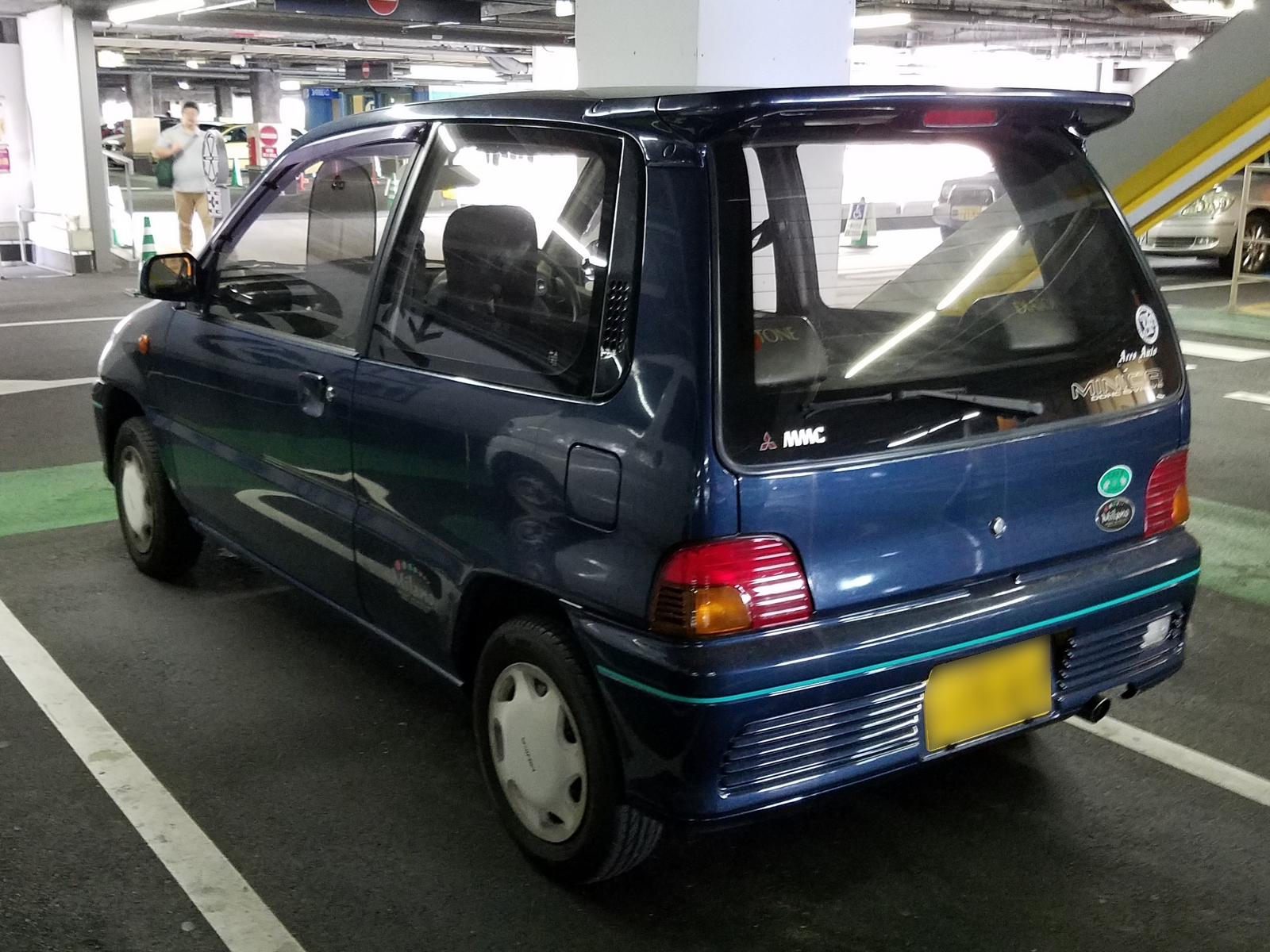
30周年紀念特仕車Milano車尾
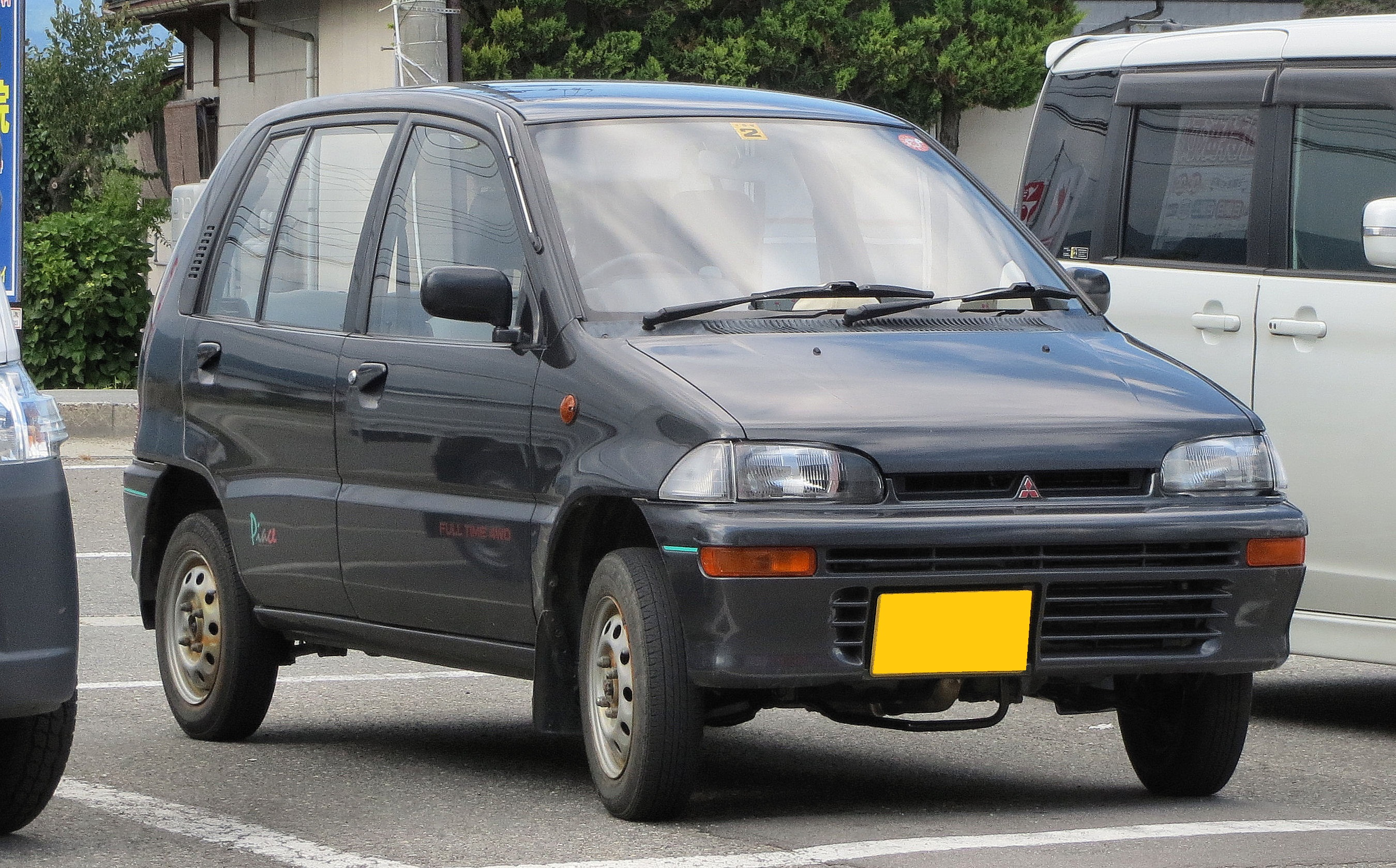
30周年紀念特仕車Piace車頭
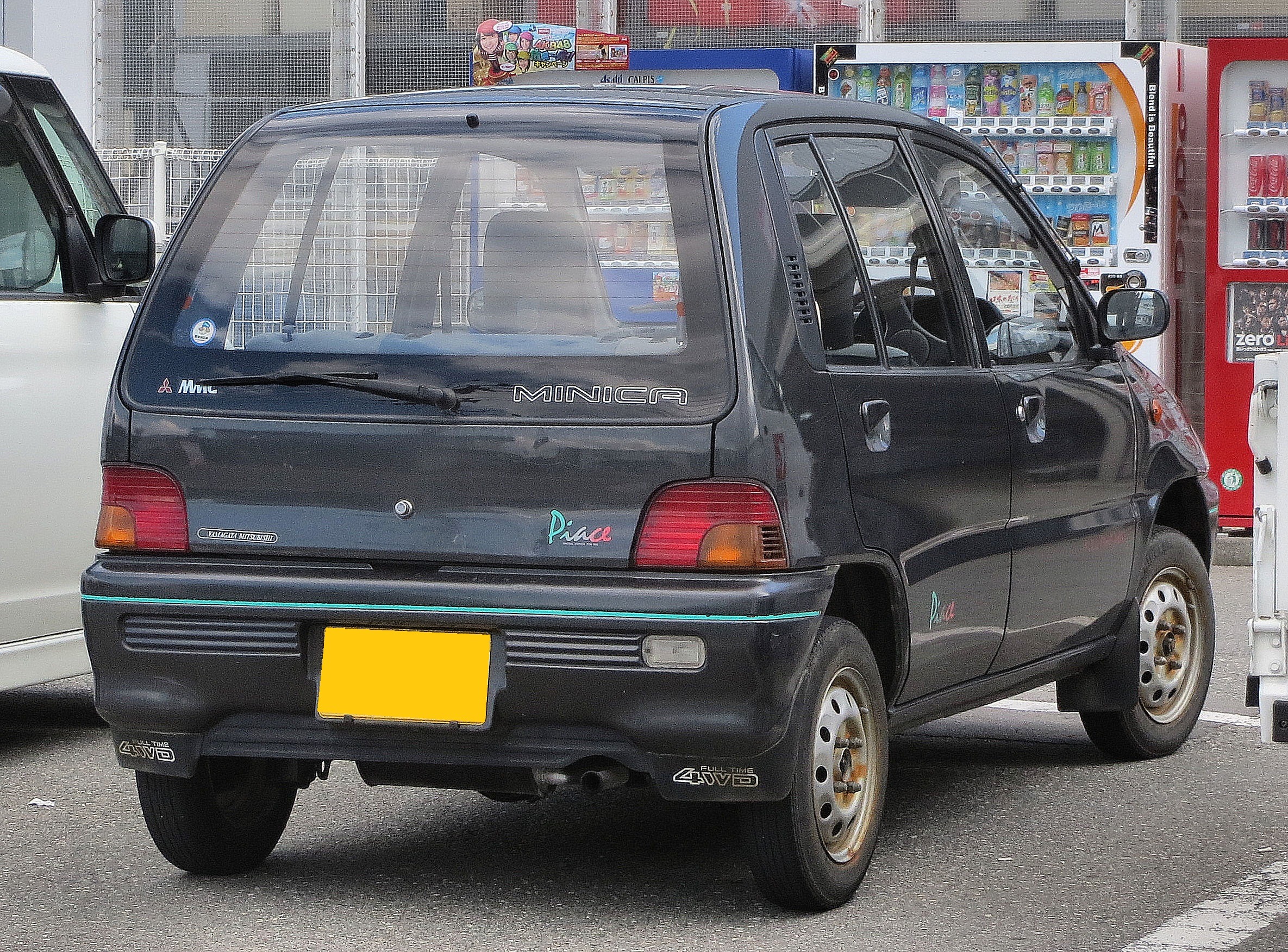
30周年紀念特仕車Piace車尾

### 第七代H31A・H32A/V・H36A・H37A/V型（1993年-1998年）
1993年 - 9月大改款的第七代三菱Minica正式問世，外觀設計變得比上一代圓潤，三門車型和同年2月發售的三菱Minica Toppo一樣，助手席的車門比駕駛座的還要大，形成雙側車門左右不對稱。動力心臟除了舊有的657c.c.直列三缸SOHC十二汽門3G83型，新開發的直列四缸4A30型亦投入陣容，計有659c.c.直列四缸SOHC 4A30型及659c.c.直列四缸DOHC 4A30型雙渦流渦輪增壓（附中冷器）等二種引擎。全車系皆將前輪碟煞納入標準配備，高階車型甚至配置了和第七代三菱Galant同級的四速INVECS自排變速箱。「DANGAN」性能版車型依舊保留，且追加2WD性能版「SR-Z」車型。
1994年 - 5月發售特仕車「Guppy」，具有防UV玻璃、防夾電動車窗、多種車色塗裝等配備。
1995年 - 1月追加特仕車「Parfait」，11月實施小改款，更換前保桿之造型設計。
1996年 - 5月推出具有復古情懷的特仕車「Anty」，包含鍍鉻進氣壩、鍍鉻框頭燈，前後保桿的四個角落也各加了鍍鉻飾條。
1997年 - 1月推出同樣走復古路線的「Town Bee」特仕車，算是「Anty」的進化版。同年10月實施第二度小改款，變更前保桿的造型；11月再度推出「Town Bee II」。
1998年 - 9月正式停產，第七代的生產數量為677,325輛。

#### 獲獎紀錄
第七代Minica曾獲得1993年度優良設計獎。

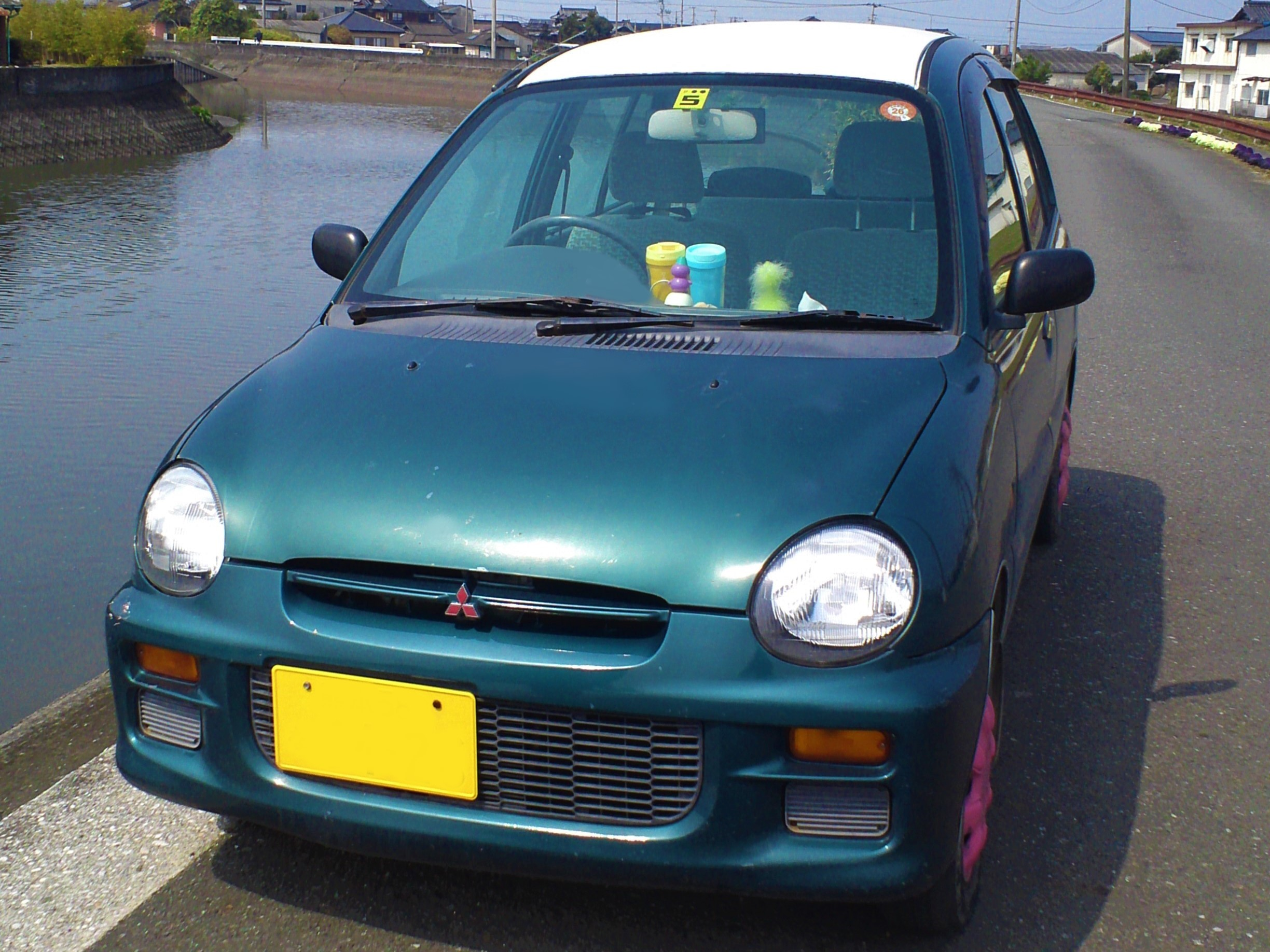
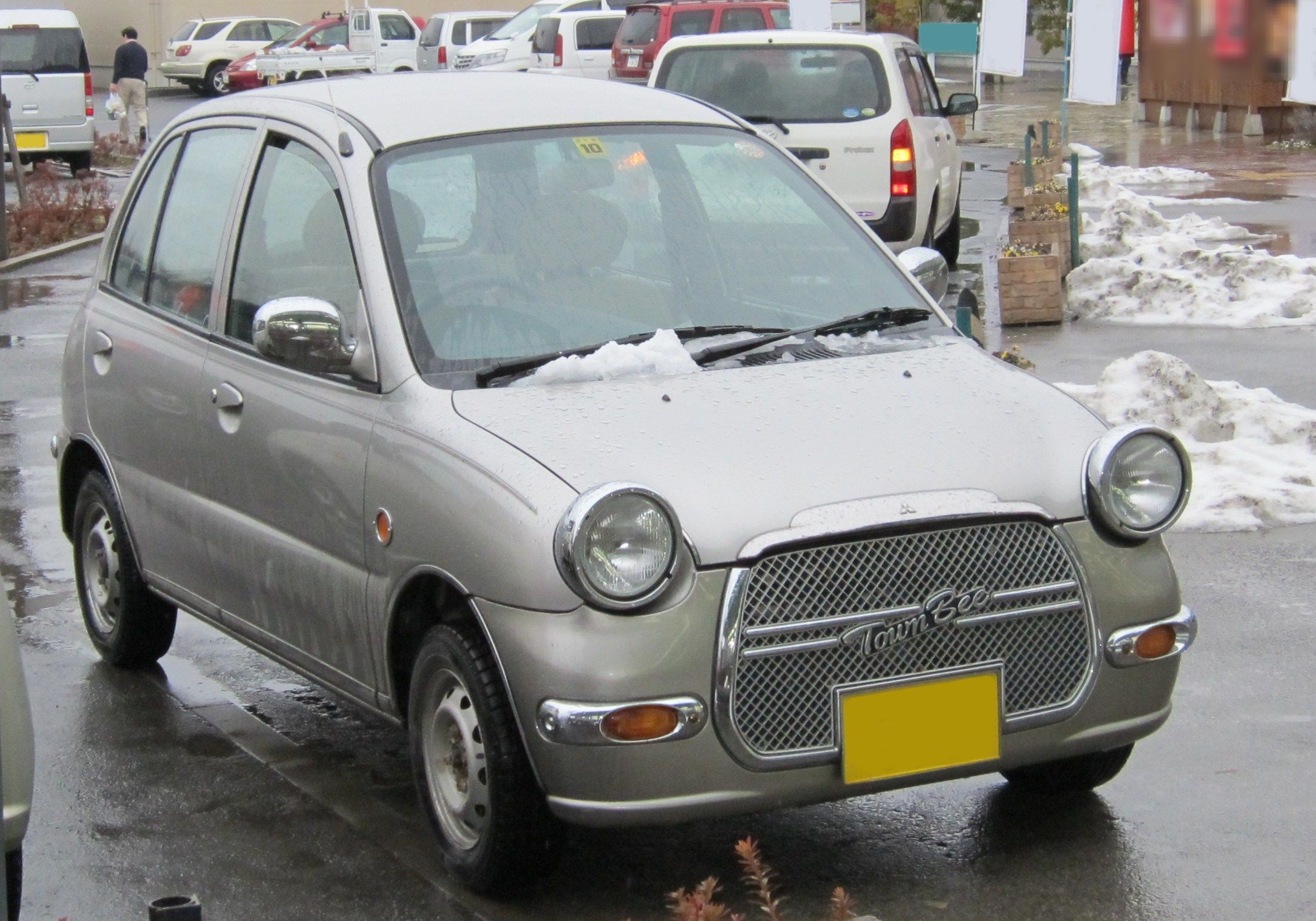
Town Bee
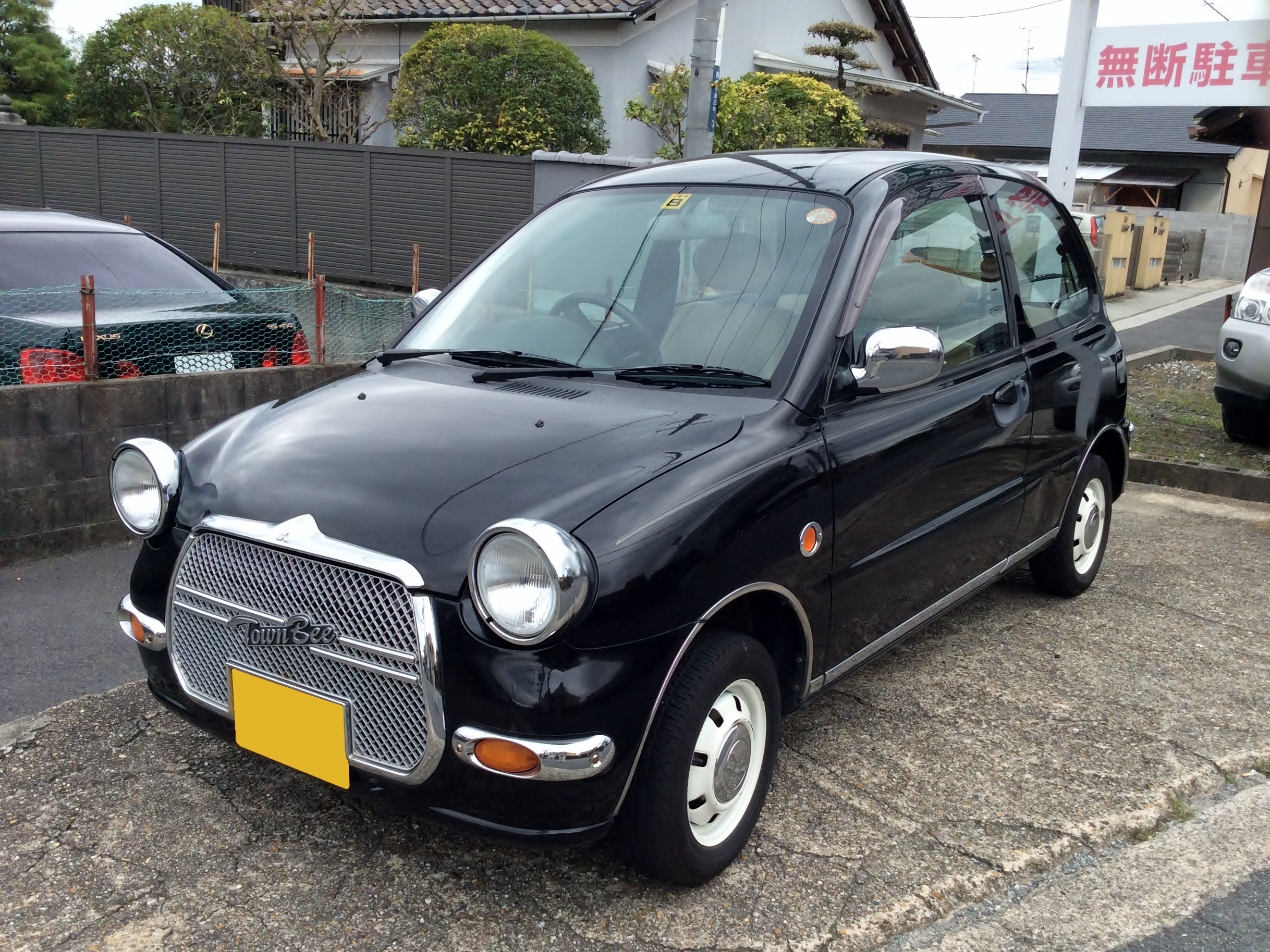
Town Bee II
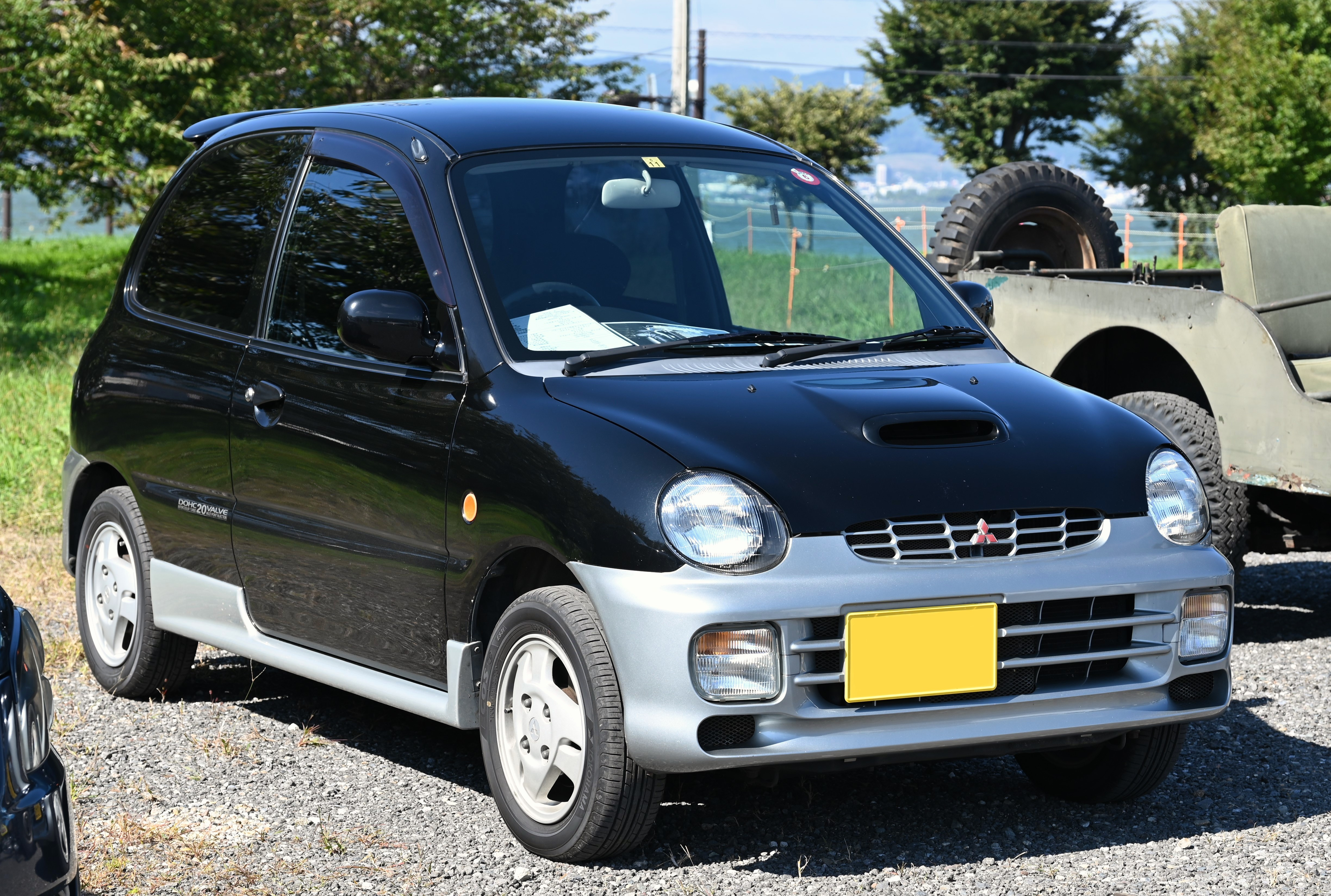
DANGAN

### 第八代H42A/47A・H42V/47V型（1998年-2011年）
1998年 - 為了因應新改制的輕型車規格，10月6日正式推出大改款的第八代Minica。動力心臟為657c.c.直列三缸SOHC十二汽門ECI燃油噴射3G83型引擎，最大馬力50ps / 6,500rpm、最大扭力6.3kg·m / 4,000rpm；而外觀設計從上一代的圓潤改為俐落簡單的線條。彼時日本輕型車車壇吹起輕型高頂旅行車的潮流，於是原廠同月推出的三菱Toppo BJ比較暢銷，連帶影響到本車款的銷售成績。
1999年 - 1月「Town Bee」特仕車上市，同年12月衍生車型三菱Pistachio推出。
2000年 - 11月實行小改款，更換新設計的水箱罩，「Pf」與「Pg」車型統合成「Voice」，原「Ce」車型改稱「Lyra」。原本配置於三菱Pistachio的多重反射式頭燈納入「Voice」及「Pj」車型的標準配備，液晶式里程表也納入「Town Bee」、「Voice」及「Pj」等車型的標準配備。
2001年 - 10月實施部分改良，3G83型引擎改採理想空燃比燃燒技術，但馬力與扭力並無變化，同樣維持最大馬力50ps / 6,500rpm、最大扭力6.3kg·m / 4,000rpm。
2006年 - 第二度小改款於4月12日實施，貨車車型的水箱罩改成和轎車相同，液晶式里程表成為全車系標配，「Voice」車型的方向燈燈殼改為黃色，轎車車型廢除三門設定，貨車車型新增五門款式。
2007年 - 因銷售成績一蹶不振，轎車車型在5月停產，故Minica的乘用車型總發售數量為131,936輛。
2008年 - 7月2日推出頂級車型「NATTY」，不管2WD或4WD車型均配置3速自排變速箱，具有前後電動車窗、自動收折後視鏡、免鑰匙感應門鎖系統等配備，另可加價選購包含AM/FM收音機、CD播放、二支喇叭的音響系統。
2009年 - 10月「黑Minica」特仕車登場，以「Lyra」車型為基礎外加專屬黑色車色、暗銀色水箱罩、加大輪圈蓋等配備。
2011年 - 5月宣佈停產，直到6月30日停售，Minica車系歷經八個世代、49個年頭後謝幕退場。

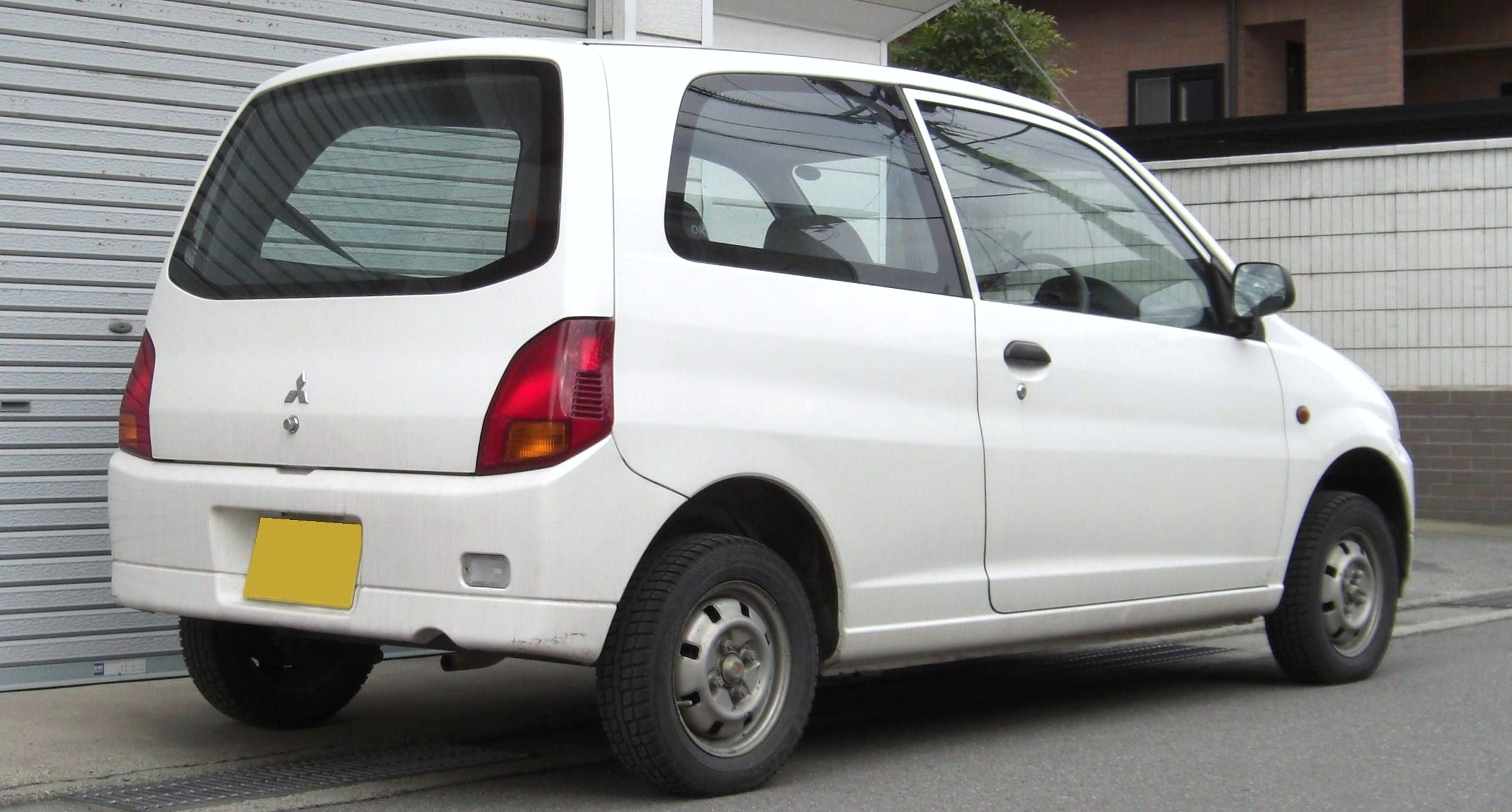
前期型車尾
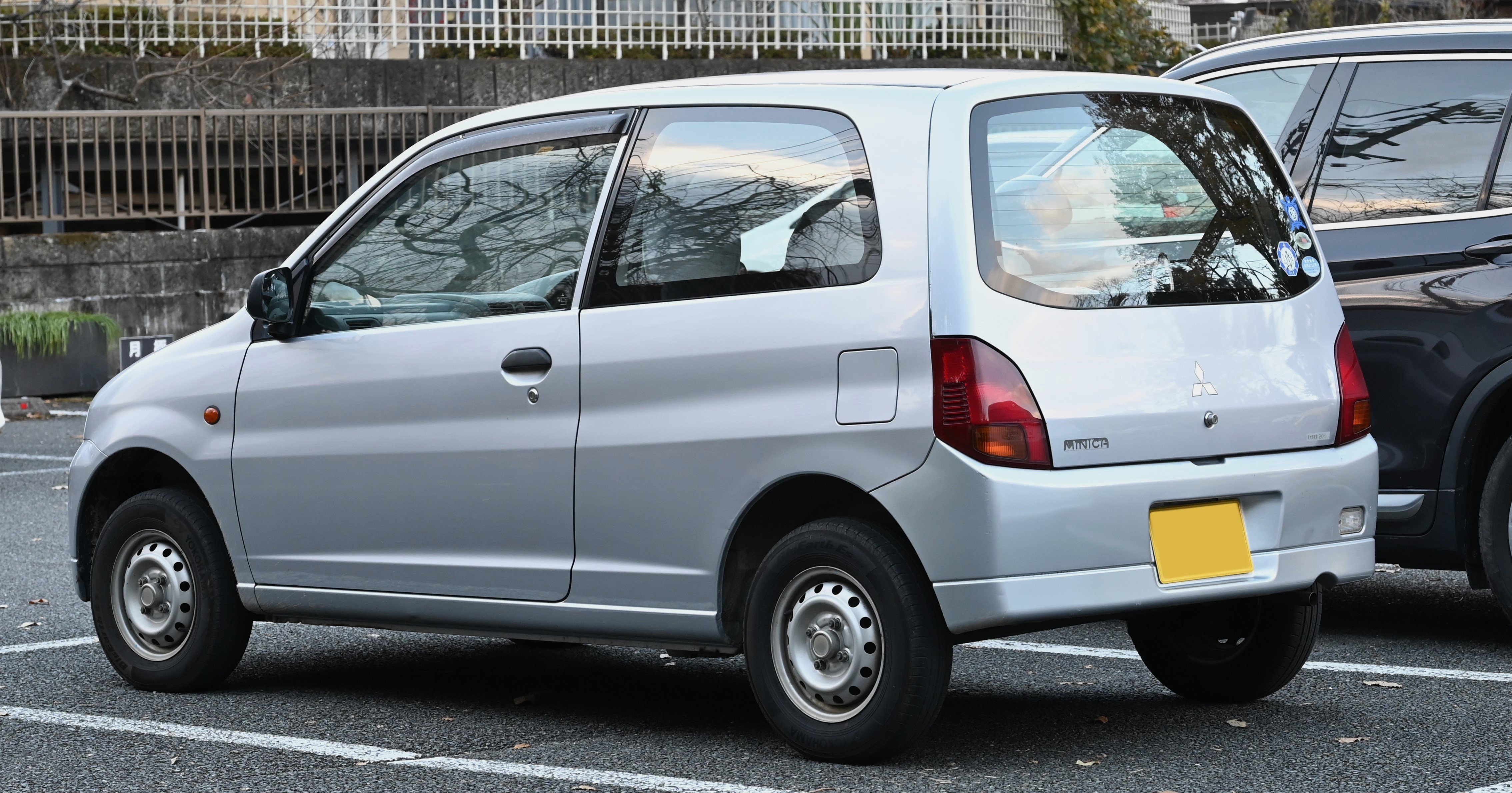
後期型車尾
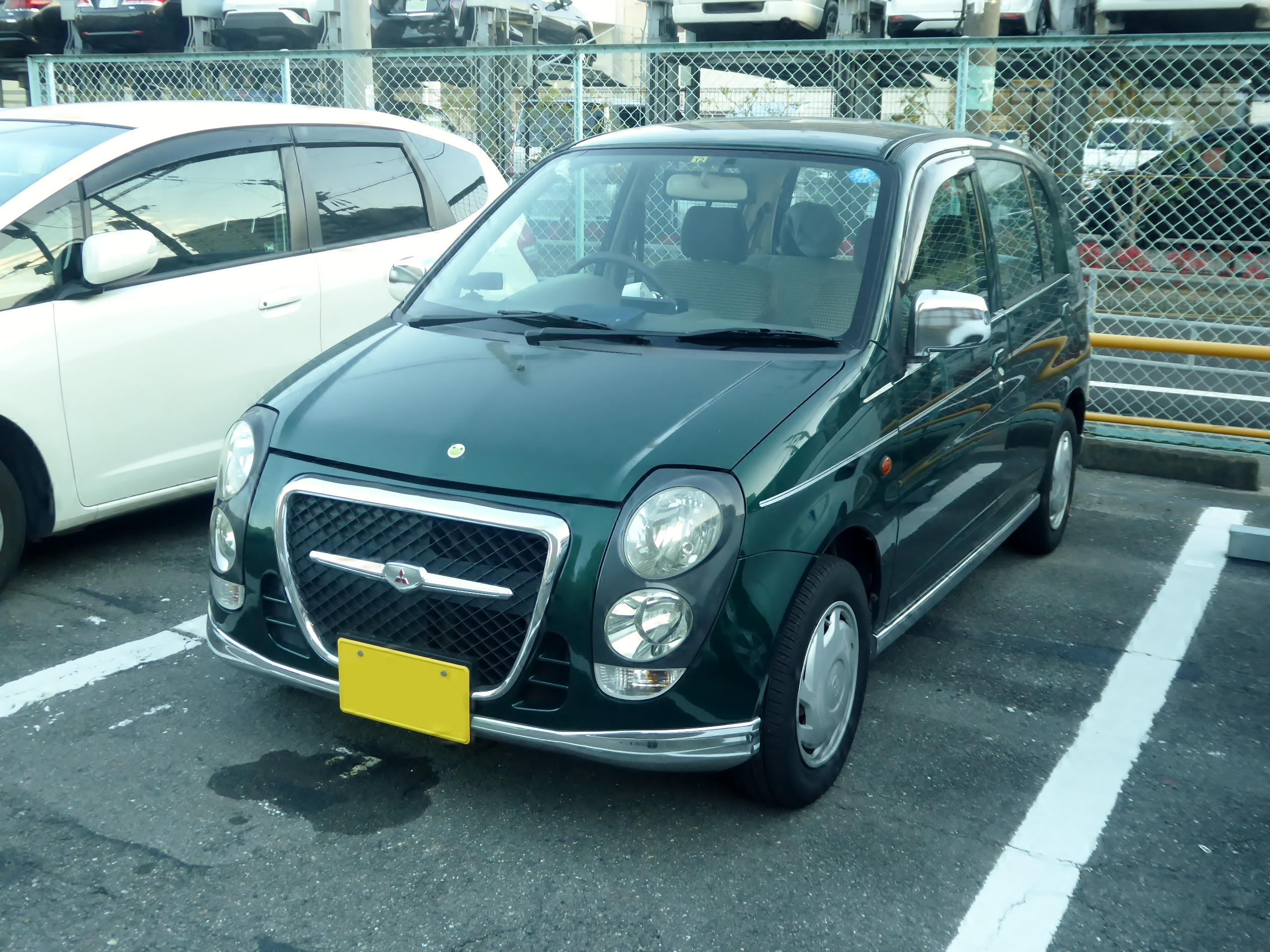
特仕車Town Bee車頭
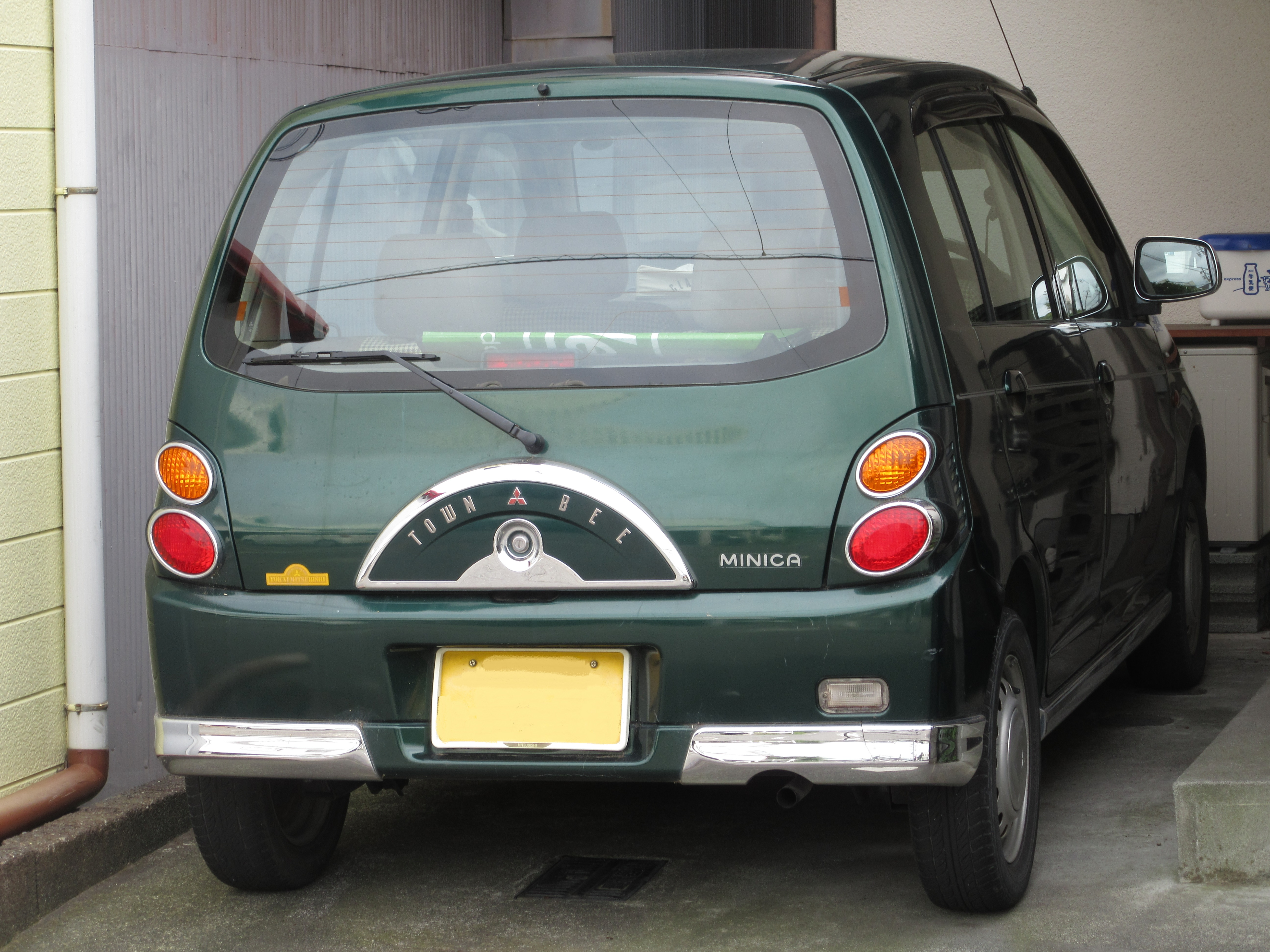
特仕車Town Bee車尾

## 外部連結
- （日語）名車文化研究所：三菱・ミニカ （页面存档备份，存于）
- （日語）三菱ミニカ小史 （页面存档备份，存于）